# Ювелирное изделие

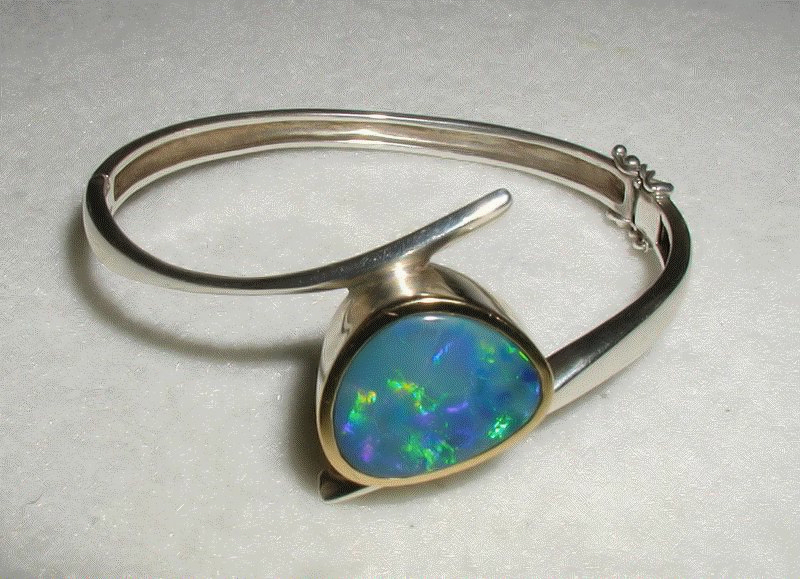
Современный браслет с опалом

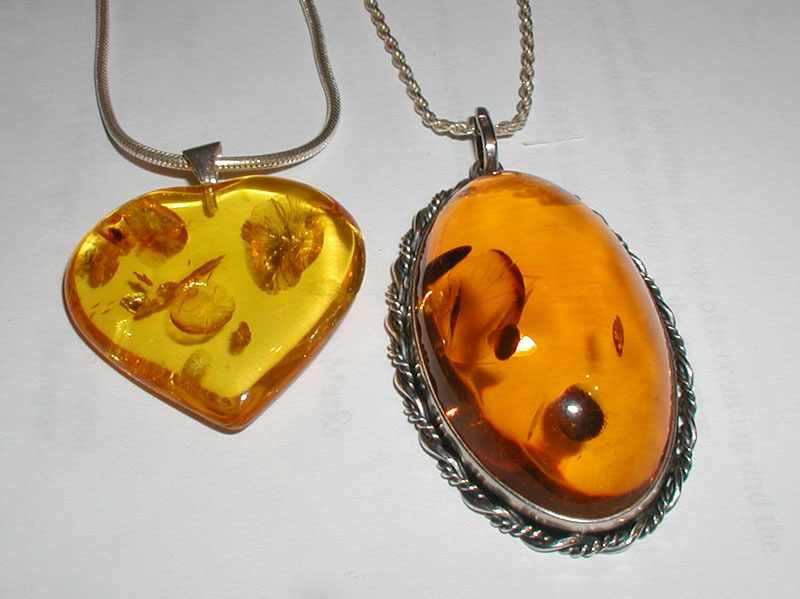
Кулоны с янтарём

Золотое обручальное кольцо

Ювели́рное изде́лие, Ювели́рное искусство  (через гол. Juwelier, ст.-фр. joel, лат. jocellum  — драгоценность; лат. iocus — шутка, забава, украшение). Существенна связь двух английских слов: англ. jewel — драгоценный камень и англ. jeweller — ювелир. В словаре В. И. Даля слово ювелир определено следующим образом: «Ювелир — бриллиантщик, золотых дел мастер, работающий с камнями, жемчугом».

## Определениеиклассификация
В самом широком определении ювелирное дело — это разновидность декоративно-прикладного искусства, искусство обработки драгоценных материалов, изготовление украшений. Однако, в таком определении не раскрыта сущность ювелирного искусства, художественный смысл которого заключается в том, чтобы по воле, таланту и умению мастера превратить самые дорогие материалы в ещё более дорогие и прекрасные.
Классическое определение драгоценных материалов дал в 1912 году выдающийся английский учёный и ювелир Герберт Дж. Ф. Смит. Драгоценные материалы должны в наибольшей степени удовлетворять трём основным требованиям: красоте, редкости, долговечности. Однако деление материалов по этим категориям на драгоценные (или благородные), полудрагоценные («поделочные») и обычные условно и подвижно. Границы между ними менялись в веках и по-разному оценивались в разных культурах. Соответственно и профессия мастера-ювелира, сфера его деятельности и положение в обществе оценивались различно.
В древности изделия из дорогих материалов имели иной смысл, чем в последующее время. Например, в Древнем Египте золото использовали исключительно благодаря его эстетическим качествам и в контрасте к другим, неблагородным материалам, в частности цветным эмалям. В наперснике иудейского первосвященника драгоценные камни символизировали двенадцать колен Израилевых. В Древней Греции и Риме золото и серебро символизировали богатство и достойное положение владельца дорогих изделий.
К драгоценным металлам относят золото, серебро (хотя оно и окисляется на воздухе), платину, а также электрум (сплав золота и серебра). К драгоценным камням — алмаз (в огранённом виде — бриллиант), рубин, сапфир, изумруд. Остальные материалы используют в другой разновидности декоративно-прикладного искусства, или художественного ремесла, — бижутерии. По предметному критерию деятельность художника-ювелира подразделяется на изготовление украшений (колье, серьги, кольца, ожерелья, браслеты), функциональных предметов (дорогие часы, заколки, пуговицы, футляры гаджетов) и драгоценных ёмкостей (шкатулки, реликварии, вазы, настольные украшения).
В соответствии с действующим законодательством России к ювелирным изделиям относятся изделия, изготовленные из драгоценных металлов и их сплавов, с использованием различных видов художественной обработки, со вставками из драгоценных, полудрагоценных, поделочных, цветных камней и других материалов природного или искусственного происхождения или без них, применяемые в качестве различных украшений, предметов быта, предметов культа и/или для декоративных целей, выполнения различных ритуалов и обрядов, а также памятные, юбилейные и другие знаки и медали, кроме наград, статус которых определён в соответствии с законами Российской Федерации и указами Президента Российской Федерации, и памятных монет, прошедших эмиссию.

### Древний Восток
В Древнем Египте основным материалом для изготовления ювелирных украшений было золото. Древнеегипетские ювелиры применяли различные техники его обработки, умели также с помощью различных добавок изменять его цвет — от белого до зелёного и розового. Золотые браслеты, кулоны, ожерелья, серьги, диадемы, кольца, различные украшения на голову, нагрудные украшения и ожерелья-ошейники — всё это изготовляли в Древнем Египте, на земле фараонов. В украшениях ценили не только сам металл, но и красивую цветовую гамму, причём предпочтение отдавалось ярким, насыщенным цветам. Их отделывали вставками из цветного стекла (так называемой пасты) и поделочных камней, таких, как сердолик, малахит, лазурит и др. А вот тех камней, которые мы сейчас считаем драгоценными — алмазов, рубинов, сапфиров — египтяне не знали.
У древних евреев главным украшением женщин были серьги с подвесками различной формы (чаще всего в виде звёздочек или полумесяцев). Носили также носовые кольца. Очень популярны были ожерелья, состоявшие из шерстяной ленты, на которую нанизывались шарики или пуговки из кораллов, жемчуга, цветных камней или стекла; иногда лента была из металла, а шарики — из сандалового дерева. Самые дорогие ожерелья делались из соединённых между собой золотых шариков. К ожерельям подвешивали медальоны в форме полумесяца или солнца, различные амулеты и флакончики с духами. Помимо всех прочих украшений, женщины носили на лодыжках цепочки с колокольчиками, которые заставляли их двигаться медленно и плавно, а при ходьбе мелодично позванивали. Маленькие девочки носили украшения из кусочков сукна (кольца и т. п.).

### Античность

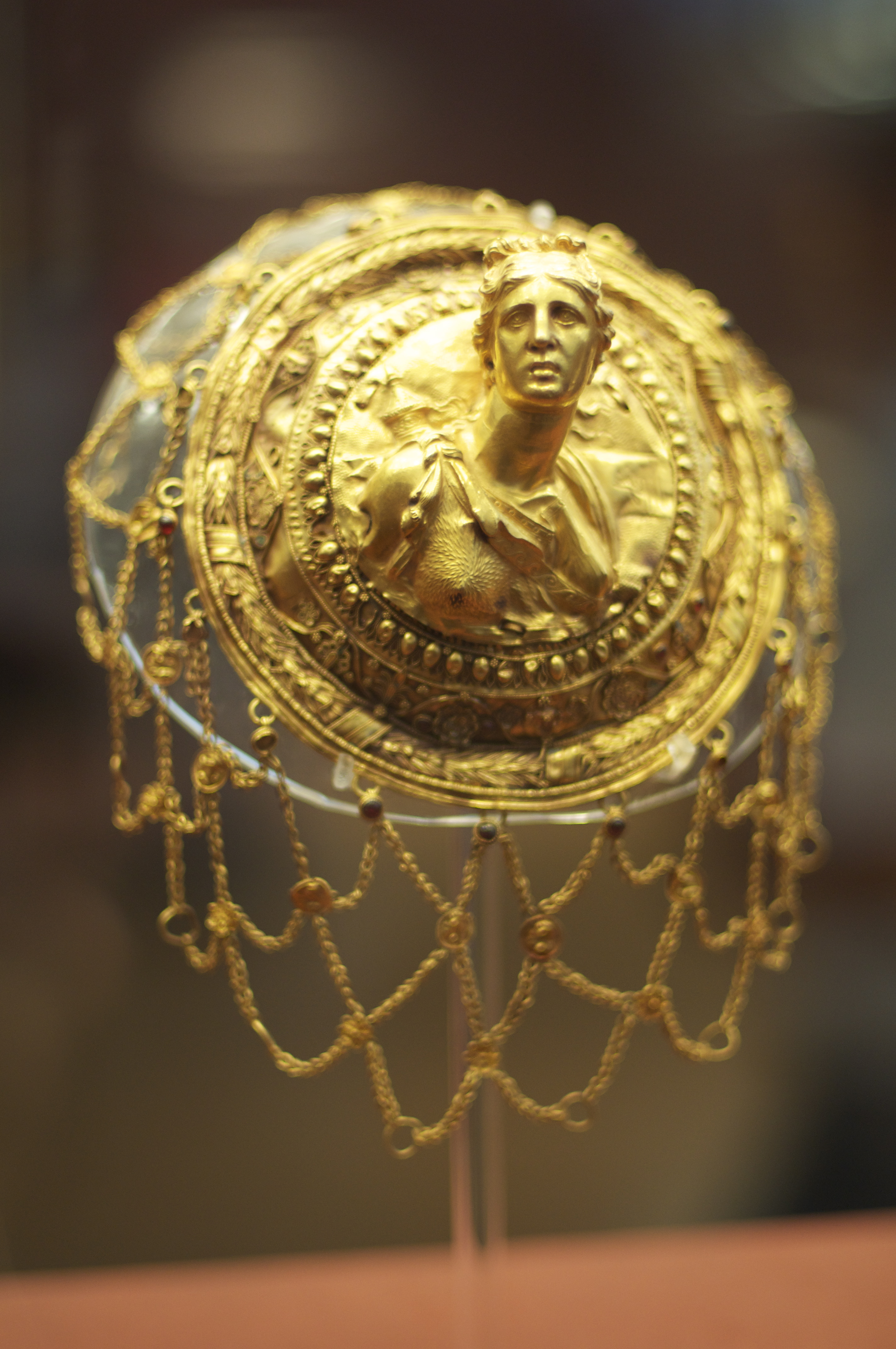
Ажурная сетка для волос; 300—200 до н. э.; золото; диаметр: 23 см, диаметр медальона: 11,4 см; неизвестное происхождение (возможно, из Карпенисиона (Греция); Национальный археологический музей (Афины)

Об изделиях из драгоценных металлов и камней встречаются упоминания в литературных источниках Древней Греции. Первые упоминания о драгоценных металлах и камнях в Греции восходят к XIV веку до н. э. Существовало поверье, что золото обладает особой магической силой. Золотые украшения (как те, что носил покойный при жизни, так и специальные золотые маски, венки, нагубники и наглазники) помещали в погребения, стремясь воздать последние почести усопшему и отогнать от него злые силы. Широкую известность получил «клад царя Приама», найденный знаменитым немецким археологом Генрихом Шлиманом в 1873 году при раскопках Трои. В этот клад входили 24 ожерелья, шпильки для волос, шейные гривны, браслеты, серьги, височные кольца, налобная золотая лента и две великолепные золотые диадемы. Эти предметы представляют собой подлинные шедевры микенского ювелирного искусства, они свидетельствуют о высоком мастерстве древних умельцев.
В Древней Греции на поток было поставлено производство бус, которым придавали формы раковин, цветов и жуков. Интересным является тот факт, что бусы изготавливали путём соединения двух плоских золотых пластин, а между ними засыпали белоснежный песок. К 300 г. до н. э. греки начали изготавливать разноцветные ювелирные украшения, используя изумруды, гранаты, аметисты и жемчуг.
Они также творили шедевры из камней, стекла и глазури. В это время становятся популярны такие ювелирные изделия, как гравированные броши, медальоны из индийского сардоникса.

### Средние века

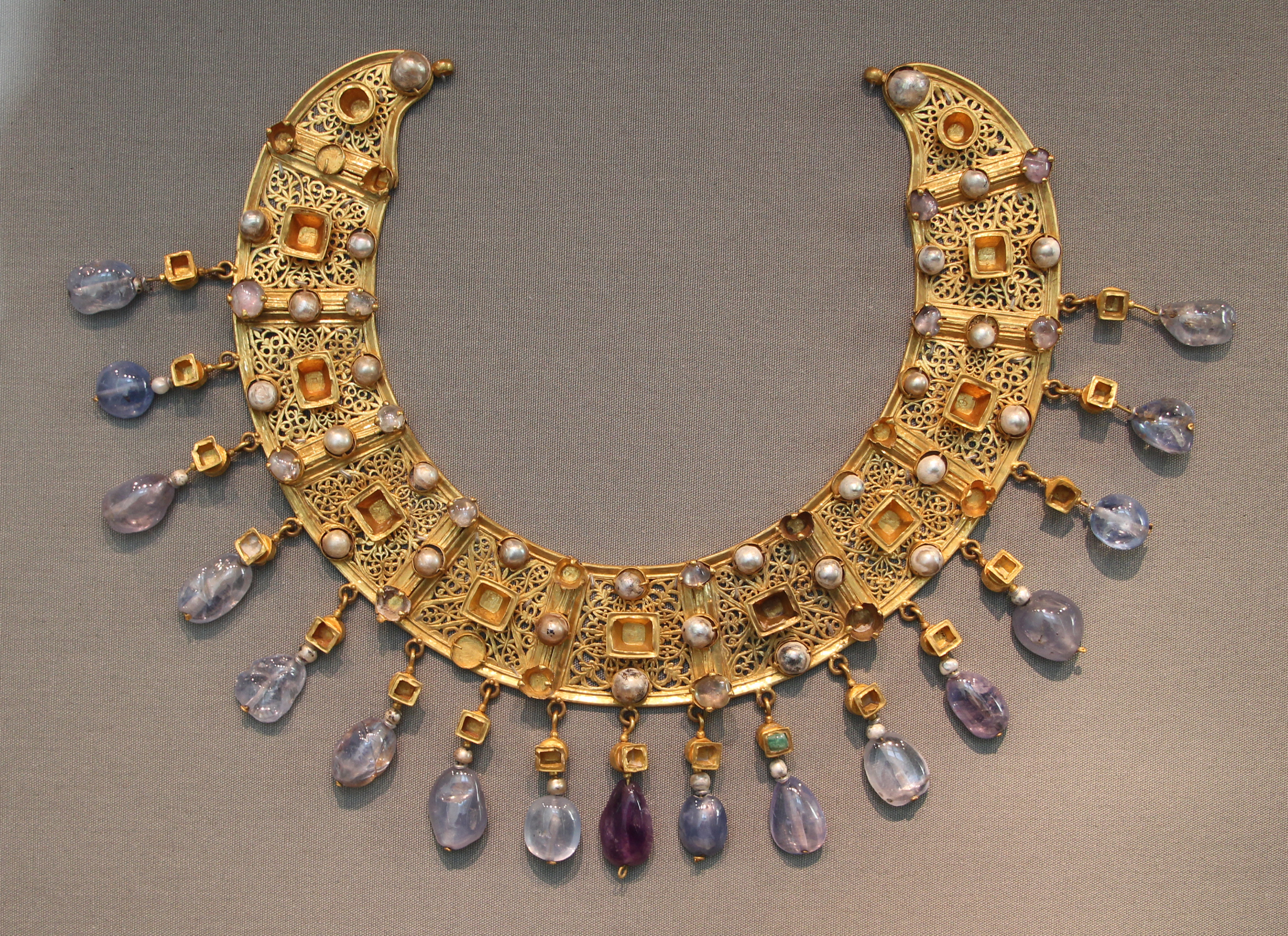
Византийское колье; конец VI—VII век; золото, изумруды, сапфиры, аметисты и жемчуга; диаметр: 23 см; из константинопольской мастерской; Античное собрание (Берлин, Германия)

В средние века основным заказчиком ювелирных изделий стала церковь. Складные алтари, причастные чаши, различные сосуды, оклады икон и книг, изображение святых, сцены из жизни Христа — вся эта роскошная церковная утварь массово производилась в те времена.
Особенно необходимо отметить украшения окладов книг, которые хранились в монастырях и соборах как реликвии. В центре и по углам окладов книги обычно располагали рельефный орнамент из чеканного металла и слоновой кости в окружении эмалевых или черневых изображений святых и прямоугольных или круглых пластин, заполненных геометрическим узором перегородчатой эмали. Между пластин помещали яркие самоцветы, закрепляя их в высоких гнездах или окружая филигранным ажуром; они образовывали богатую цветную кайму.
Основным средством декора ювелирных изделий того времени была эмаль. Соперничая с самоцветами, она давала тот же эффект драгоценной многоцветной поверхности предмета. Наибольшее распространение эмали получили во Франции (причём особенно славилась лиможская эмаль) и Германии. Эмали на изделиях ювелиров этих стран, как правило, выемчатые и заполированы на одном уровне с фоном. По колориту эмали отличаются пестрой и свежей цветовой гаммой. Холодные оттенки голубого, синего, белого или зелёного цвета чуть расцвечивали золотыми и красными узорами, их чистоту и интенсивность колорита подчеркивали золоченым фоном, покрытым тонким гравированным орнаментом.
Изделия средневековых мастеров производят впечатление перегруженности яркими выпуклых форм камнями (рубином, изумрудом, сапфиром, жемчугом), но встречаются экземпляры, украшенные такими самоцветами, как горный хрусталь, топаз, аметист, гранат. И привозные, и местные камни шлифовались вручную и без изменений естественной формы кристалла или галечной породы.
Личные украшения жителей средневековой Европы почти не сохранились до нашего времени. Диктуемая церковью доктрина аскетизма — отрицание радостей земного существования — выразились в предельной простоте костюма, скрывавшего очертания тела, в сокращении количества украшений.
В XIII в. количество драгоценностей на костюмах светских и церковных феодалов возрастает. Художественная простота форм и наивная яркость изделий начала века уступает место рафинированности изысканных драгоценностей развитого феодализма. В моду входят пряжки, ожерелья, широкие пояса, усыпанные жемчугом и камнями в высоких ажурных гнездах. Основание оправ часто делают огранённым, что усиливает игру камней. Перстни носили и мужчины, и женщины.
Перстни с резными камнями употребляли в качестве печатей и для обозначения ранга владельца. Из гладкого золота в сочетании с аметистом, рубином, сапфиром изготовляли перстни для епископов. Кольцо главы церкви — Папы Римского — украшали фигурки св. Петра в ладье. Знаками папских послов служили крупные перстни из бронзы или меди с недорогим камнем или стеклом и священным изречением, нанесённым методом гравирования. Существовали посольские перстни и особые кольца членов купеческих гильдий.

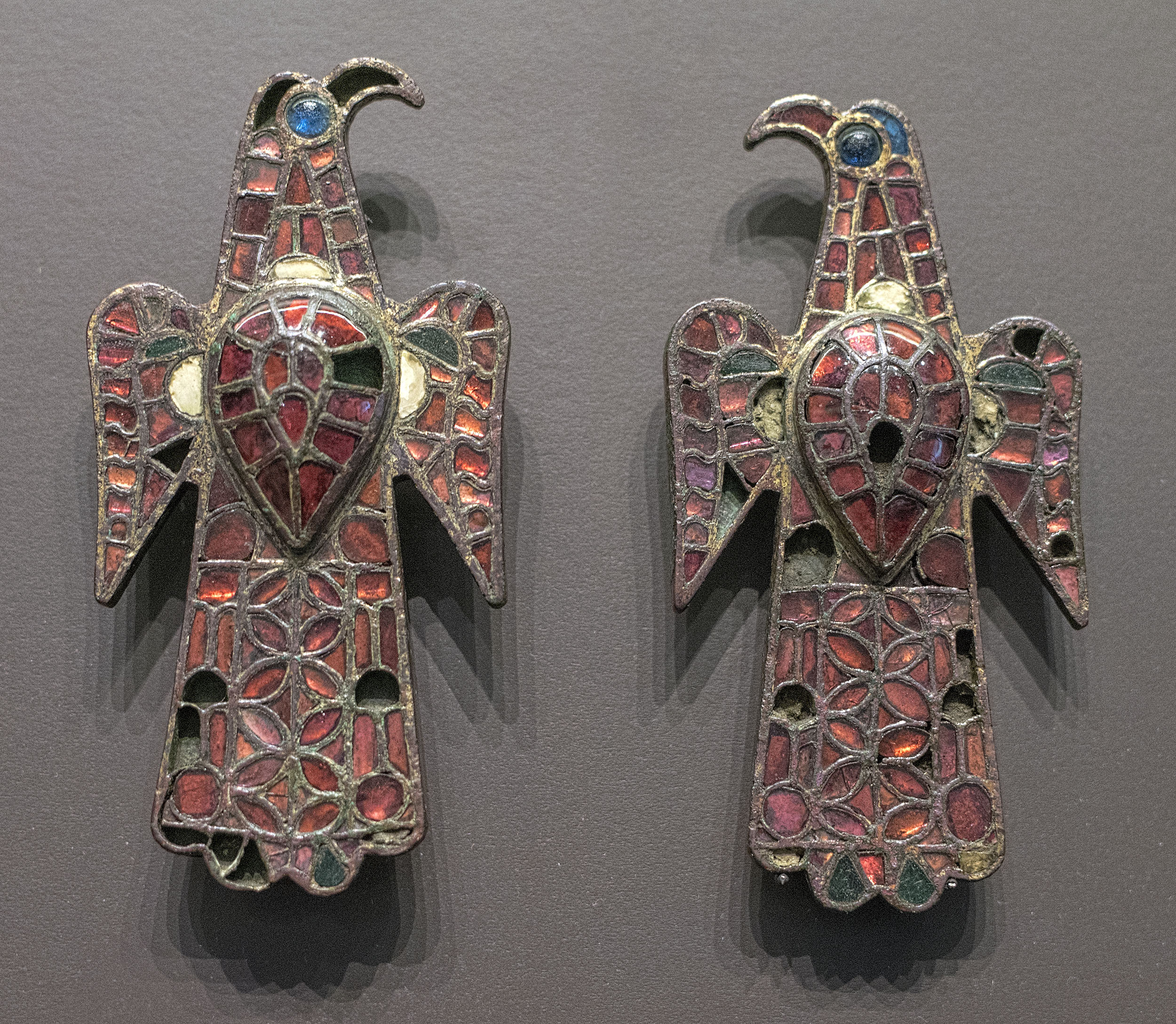
Орлиные фибулы Аловеры; V век; золото, бронза и стекло (имитация граната); высота: 11,8 см, ширина: 5,9 см; из Гвадалахары; Национальный археологический музей (Мадрид, Испания)
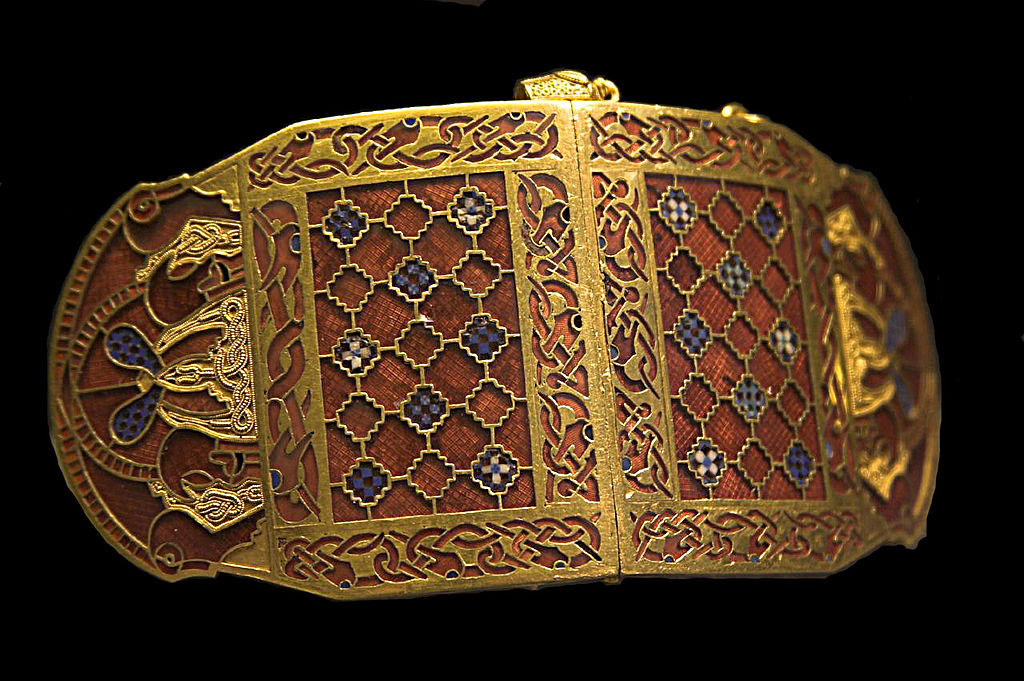
Застёжки на плечо от Саттон-Ху; начало VII века; золото, стекло и гранат; длина: 12,7 см; Британский музей (Лондон)
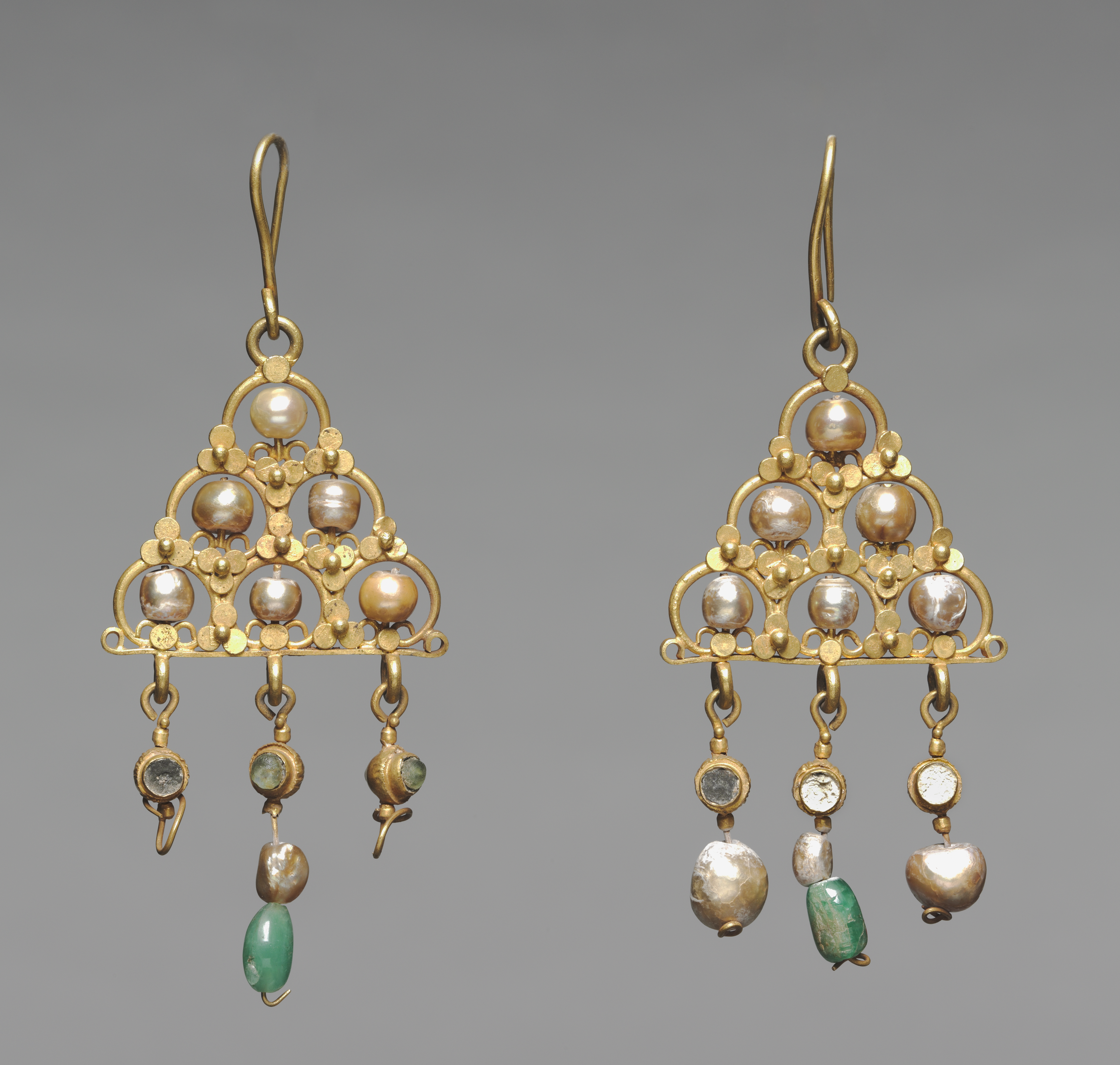
Пара византийских серёжек; VII век; золото, жемчуг, стекло и изумруды; 10,2 x 4,5 см; Художественный музей Кливленда (Кливленд, США)
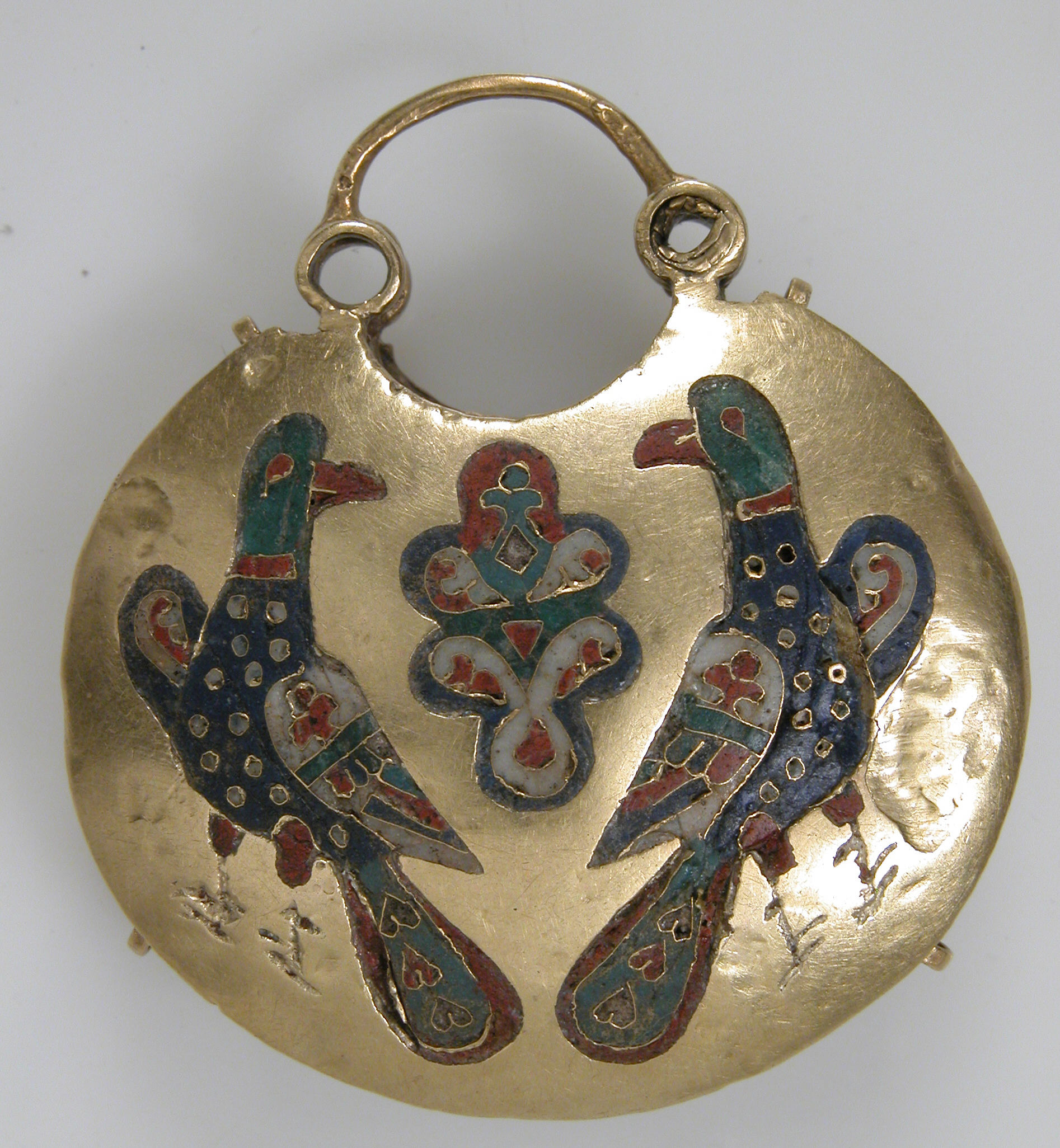
Передняя часть храмовой подвески с двумя птицами по бокам от дерева жизни; XI-XII вв.; эмаль клуазонне и золото; полный: 5,4 x 4,8 x 1,5 см; сделано в Киеве (Древняя Русь); Метрополитен-музей (Нью-Йорк)

### Россия

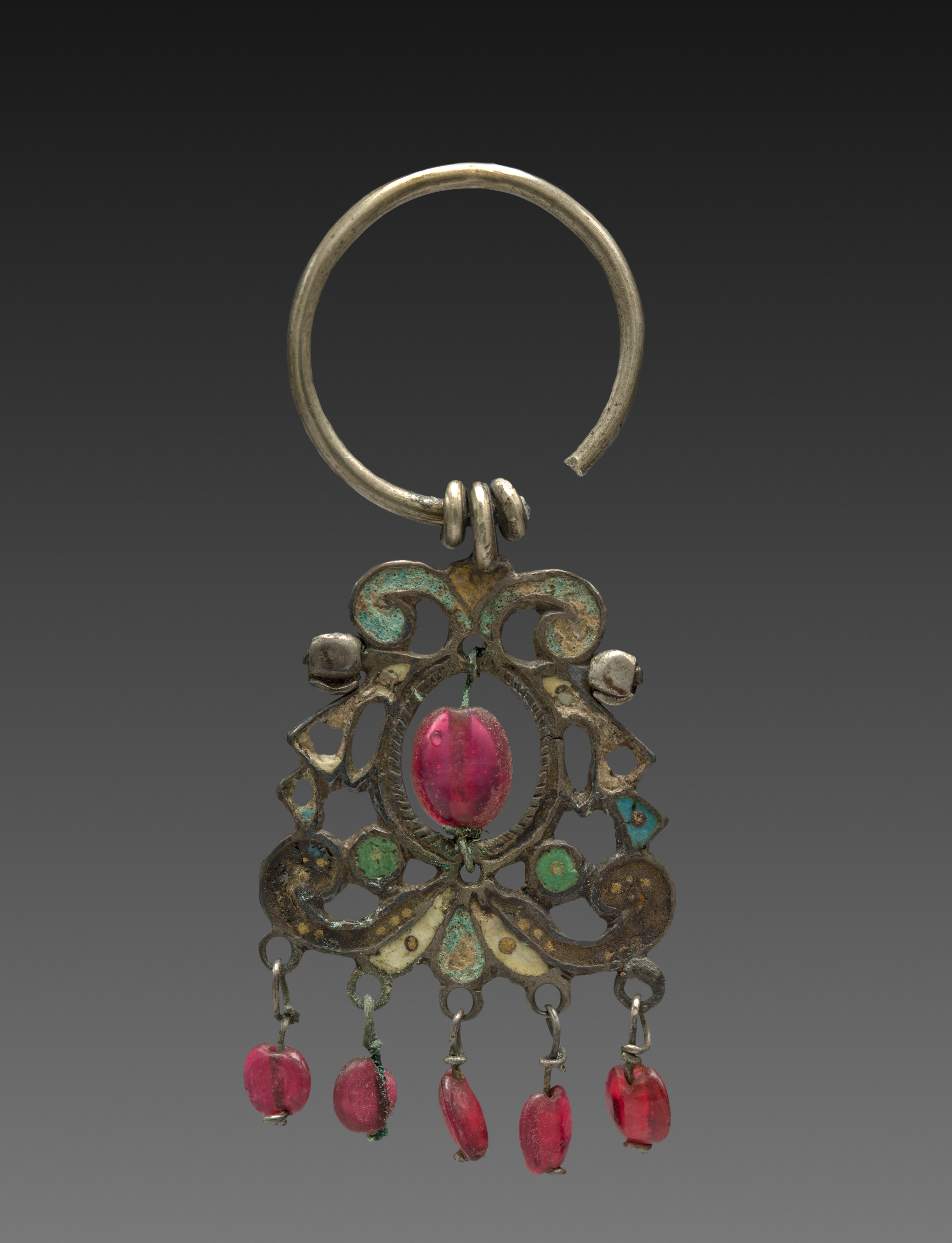
Русская серьга; XIX век; серебряные, эмалевые и красные стеклянные бусины; полный: 6,4 x 2,6 см; Художественный музей Кливленда (Кливленд, США)

Ювелирное искусство на территории стран бывшего Советского Союза известно с глубокой древности. Об этом свидетельствуют многочисленные находки археологов в Закавказье, Средней Азии, на Алтае. Золотые украшения и художественные сосуды скифов и сарматов из погребений Причерноморья, Прикубанья, Нижнего Поволжья принадлежат к вершинам мирового искусства. Древнерусское ювелирное искусство отличалось богатством форм. Для киевских ювелиров характерны изделия с перегородчатой эмалью, для Новгорода 11-12 веков — серебряные литургические сосуды и чеканные оклады икон; изделия Владимиро-Суздальской школы (12-13 века) отличались чередованием серебряных и золотых частей. Москва и Суздаль 14-15 веков славились окладами икон и Евангелий, складнями со сканью, чеканкой, басмой, эмалью и литыми изображениями.
В 16 веке, когда Москва стала общерусским центром, стали популярны чернь и эмаль, в 17 веке — эмаль (И. Попов), чеканка (Г. Овдокимов), резьба по металлу (В. Андреев, А. Трухменский) чернь (М. Агеев, П. Иванов). В 17 веке получили развитие и многочисленные школы древнерусского ювелирного искусства: усольская (мастерские Строгановых), ярославская. Русское ювелирное искусство 18 века, центром которого стал Петербург, начало развиваться в русле общеевропейских художественных стилей. Однако сохранялись и национальные русские особенности. В 18 веке появляется великоустюжское чернение по серебру.
В 19 веке в Москве и Петербурге возникают крупные фабричные предприятия серебряного и золотого дела. Особо славились предприятия П. Ф. Сазикова (серебряная скульптура), П. А. Овчинникова (эмали в древнерусском стиле), И. И. Хлебникова (эмали, чеканные изделия), а в начале 20 века — фирма Оловянишниковых. Мировую известность получила фирма Фаберже, которая изготавливала высококачественные ювелирные изделия (эмаль на золоте, фигурки из полудрагоценных камней), а также мастерские, работавшие по её заказам (М. Перхина). Для русского двора работают мастера фирмы «Болин».
В советское время предприятия России выпускали массовую продукцию, но некоторые мастера работали над штучными произведениями, поступавшими на государственное хранение в Алмазный фонд. Ученые Физического института им. П. Н. Лебедева осуществили синтез кристаллов фианита. После долгого перерыва в России появились крупные мастера, поставившие перед собой цель — вернуть русскому ювелирному искусству мировую славу. В результате конверсии предприятий военно-промышленного комплекса в ювелирное дело пришли новые материалы, например цирконий, чей серебристый цвет создает впечатление неземного в коллекциях на космическую тему. Начинает издаваться журнал «Ювелирный мир».

### Эпоха Возрождения
Для работ ювелиров XIV в. характерны иные признаки. Геометрическая четкость конструкций, богатство растительных узоров, многоцветие прозрачных эмалей отражают особенности так называемой пламенеющей готики — этого крайнего выражения тенденции к устремленности вверх, к дематериализации и растворению конструкции в кружеве шпилей, в маленьких стреловидных выступах.
Как видно из вышеизложенного, одинаково сильно выражено общее для всего средневекового искусства стремление к декоративному богатству цвета и фактуры, достигаемому за счет сочетания различных материалов и искусственно создаваемой несогласованности чистых и ясных красок между собой.
В начале XV в. в значительном количестве ювелирных изделий чувствуется стремление мастера ослабить влияние избыточной декоративной орнаментики, более рационально использовать пространство, ввести светские сюжеты. Появляются изделия светского назначения.
Судя по документам, наряд знатной дамы в Германии или Нидерландах XV в. состоял из платья с узкими рукавами, высоко подпоясанного, а поверх платья набрасывался плащ. Застежки, край корсажа или плаща, широкий пояс декорировались жемчугом или небольшими эмалированными бляшками, а то и драгоценными камнями. На пояс подвешивались ножики, четки, кошельки, ключи. Несколько перстней украшали пальцы обеих рук. И мужчины, и женщины носили золотистые цепи. Мужские плащи, шляпы, обувь, особенно пояса, украшали так же богато.
В конце XV в. расцветает новая техника эмалирования: ювелиры открыли, что эмаль можно накладывать послойно на уже эмалированную и обожженную поверхность. При всей сложности технологии росписи эмаль, ил и финифть, получила широкое распространение, почти вытеснив другие способы и сблизив эмалирование с живописью.
В XVI в. расцветает искусство эмалевой портретной миниатюры. В лучших работах, выполненных в технике расписной эмали, поражает тонкое композиционное чувство мастера: живописный оригинал использован в органической связи с формой предмета и его назначением. Основная масса предметов, созданных в технике расписной эмали, по своему стилю относится уже к эпохе Возрождения.
Внешним проявлением стиля ювелирного искусства этого времени оказался культ античности. Используя подлинные вещи, найденные при раскопках, ювелиры, возрождая изделия, не оставляют их неизменными: применяя в качестве нового декора оправы из золота, само-цветы и эмали, придают возрожденным изделиям несвойственную античности яркость, что создает ощущение богатства материалов, декорирующих элементов.
В Эрмитаже хранится подвеска в форме кораблика, корпус которого состоит из крупной жемчужины неправильной формы. По краям жемчужина усеяна крошечными красными и синими кабошонами в ажурной золотой оправе. Из золота с белой опалесцирующей эмалью сделан парус и мачта. Нарядный фонарь на носу и завиток бушприта оплетает тонкая паутина филигранных вантов и лесенок. Подобные подвески на длинных цепочках становятся самым модным украшением и женщин и мужчин.
Амуры и ангелочки, женские фигуры, кентавры и драконы, корабли и фантастические звери на подвесках не выглядят просто миниатюрными скульптурами. Мастера виртуозно объединяют жемчуг, золото, эмали, обогащая каждый из этих материалов. Например, на шейке и крыльях лебедя одной из подвесок XVI в. белая эмаль наложена так, что просвечивает золотая основа и создается впечатление чешуйчатой поверхности.
Ожерелья и цепи для подвесок редко состояли из округлых одинаковых звеньев. Каждая из них — маленькая законченная композиция симметричных очертаний в виде цветов, плодов, листьев, маленьких фигурок или завитков пластического орнамента вокруг яркого камня. Многочисленные перстни также украшались пластическими деталями. В центре помещали крупные единичные камни — таблицы, оправленные в глубокие прямоугольные ячейки.
В XVI в. впервые важным акцентом декора в подвесках становятся алмазы. Ограненные в виде пирамиды, они вставляются в глубокие закрытые оправы, а с конца XVI в. и в более плоские. Снизу оправы почти всегда имеют вид коробочки. В многоцветных сочетаниях с рубинами и изумрудами под алмазы часто подкладывают цветную или серебряную фольгу. Цветной фон используют и для усиления интенсивности цвета других камней.
Со второй половины XVI в. мужчины и женщины Европы (особенно в Испании) носили на шляпах броши и пряжки, знаки святых либо инициалы. Наряду с большими цепочками в моде были и тонкие цепочки с медальонами. Серьги в виде подвесок из жемчужин или в виде цветов были обычными украшениями дам, хотя мужчины зачастую украшали себя колечком в одном ухе. Перстни же носили на всех пальцах обеих рук, и каждый перстень мог иметь какое-либо смысловое значение.
Работы ювелиров XVI в. определили дальнейший путь развития европейского ювелирного дела. Мастеров этой эпохи отличали великолепно развитое чувство формы, умение использовать возможности каждого материала, фантазия в выборе сюжетов, которые они сумели соединить со свободой исполнения труднейших технологических операций.
Лучшие черты искусства ювелиров Возрождения — индивидуальность каждого изделия, его художественная значительность и неповторимость.

### Новое время
С начала и до середины XVII в. главным формообразующим элементом ювелирных изделий является цветочный мотив: подвески в виде цветка с лепестками-самоцветами; цепи, звенья которых напоминают целые гирлянды цветов; оправы с эмалевыми или черневыми растительными узорами или просто натуралистическое изображение цветов на плоских коробочках и медальонах. Сочетание белого фона с узором из роз, гвоздик, модных тюльпанов применяют мастера Дании, Голландии, Германии, закрывая гладкое золото более красивым и более дорогим, по их мнению, эмалевым ковром.
Эмалью украшали ордена. Цветочный эмалевый орнамент присутствует и в конструктивной основе ажурных подвесок, на гладких или рельефных металлических оправах вокруг отдельных камней.
Во второй половине XVII в. эмаль в оправах оттесняется на второй план. Это связано с тем, что ведущую роль в декоре стали играть драгоценные камни и, прежде всего — алмаз; гранёный камень стал центральным акцентом украшений; ювелиры делают акцент на блеске и игре камней. Эта черта европейского ювелирного искусства почти не имела аналогий в древней или неевропейской традиции. Веком цветка и алмаза считался XVII в.
Знаменитой работой века, поразившей современников своей грандиозностью, стала известная настольная многофигурная композиция «Великий Могол», своеобразная дань увлечению восточной тематикой. Великий Могол (индийский правитель), его гвардия, слуги, гости и слуги гостей, вьючные животные — весь пышный двор сказочного восточного царя представлен в виде небольших фигурок из золота в ярких эмалевых одеяниях. Бахрома балдахина, орнаменты оружия, детали одежд выполнены с большим техническим мастерством, драгоценные камни усиливают блеск золота и эмалей. Удачно использован тёмный агат с естественными белыми разводами, изображающий ковер за спиной Могола.
На рубеже XVII и XVIII вв. в уже сложившемся облике европейских ювелирных украшений появляется новый элемент — алмаз, огранённый особым способом и названный бриллиантом, в переводе — «сверкающий». Светоносный бриллиант становится основным акцентом изделия, его достоинства ярче выявляются в сочетании с цветными камнями и общей легкостью конструкции.
Лучшее изделие XVIII в., в котором использованы бриллианты в их наиболее выигрышном виде, — корона Екатерины II.
Важным элементом формообразования ювелирных изделий XVIII в. были мотивы цветочных композиций. Это были довольно сложные украшения, целиком составленные из цветов и листьев, которые выполнены из драгоценных камней, золота, серебра.
Некоторые украшения-букеты подобраны из ярких камней: аметистовые тюльпаны, рубиновые розы, аквамариновые ромашки, бирюзовые незабудки. Среди изумрудных листьев можно рассмотреть гранатовую гусеницу, бабочку с агатовыми прозрачными крылышками, мушку из халцедона.
Ювелиры XVIII в. в своих работах широко использовали приемы литья и чеканки, ручной и машинной (гильошировка) гравировки, применяли матовое и блестящее золото, а также золото зелёного, жёлтого и красного цвета, опалесцирующие эмали, перламутр, гравированный и гладкий, с локальными накладками и мозаичный.
Сохранившиеся ювелирные украшения конца XVIII в. свидетельствуют о получившем развитие стиле под названием «классицизм». Уравновешенность, строгая симметрия характерны для украшений этого стиля: в броши-букете лилий сочетаются лишь белоснежные жемчужины и прозрачные бриллианты в серебре; в перстнях маленькие бриллианты обрамляют цветные камни, не вступая в цветовое соперничество с ними, а лишь как бы подсвечивая их. В моде тёмные прозрачные эмали синего, реже зелёного и бурого цветов, сквозь который просвечивает гильошированный фон.
В 1789 г. произошла французская революция. В 1794 г. революцию задушили, но с сословной структурой общества было покончено. Для ювелирного искусства это означало также коренную ломку.

#### Актуальное искусство
Художники направления «актуальное искусство» способствовали появлению новшеств в ювелирном творчестве. Так, под влиянием движения нонконформизма, получившего распространение в 1960—1970-е годы, некоторые из мастеров отказались от применения драгоценных металлов и камней и обратились к материалам, использование которых раньше было немыслимо в ювелирном деле. Так появились оргалика — ювелирные украшения из акрила, брутальные и долговечные украшения из ювелирной (медицинской) стали 316L, теплые и сакральные украшения из дерева, таинственные изделия из каучука и шелка. Безусловно, мастера придавали этим изделиям особые декоративные качества.
И хотя они не могли найти широкого применения, тем не менее, авторы подобных изделий совершили переворот во взглядах на ювелирное изделие и создали эстетику новых материалов. Самым важным достижением этого периода стал доказанный талантом и временем факт возможности появления драгоценных украшений из недрагоценных материалов.
Под влиянием новых идей расширился и ассортимент изделий. Появились украшения для одного уха, обрамляющие ушную раковину, что было очень актуально в связи с модой 1960-х годов на высокие прически из длинных волос. Знаменательно и увлечение трансформирующимися украшениями, которое возникло, возможно, не без влияния популярных тогда идей функционализма, рождённых более сорока лет назад в «Баухаузе». Провозглашённое лидерами нового направления в архитектуре и дизайне «единство искусства и технологии» легло в основу «актуального искусства». Нередко произведения в этом стиле удивляли, порою даже эпатировали, но именно благодаря авторам подобных вещей, воспринимавшихся многими как своего рода арт-объекты, неизмеримо расширился и обогатился мир ювелирного творчества и его художественное развитие получило невиданное дотоле ускорение.
С этого времени диапазон стилевых направлений в ювелирном искусстве необычайно расширился. Большую часть мастеров по-прежнему продолжали привлекать традиционные классические стили — ар-деко или стили историзма, особенно необарокко, в котором, возможно, черпал вдохновение и выдающийся ювелир и художник, швейцарец Жильбер Альбер. Тем не менее, в творчестве ювелиров получили воплощение и другие стили «высокого искусства» XX века, в том числе художественные идеи, заложенные художниками-модернистами ещё в начале столетия. Зачастую украшения, созданные под их влиянием, были для ювелирного искусства явными инновациями, как, например, работы классика скандинавского ювелирного дизайна Сигурда Перссона или одного из основоположников движения «актуальное искусство», немецкого ювелира Фридриха Беккера, выполненные в 1950—1960-е годы на основе принципов конструктивизма.
Работая с необычными материалами, ювелиры-художники разрабатывали необычайно эффектные украшения в абстрактном ключе, поэтизировали в драгоценностях эстетику индустриальных форм, реализовывали свои представления о красоте, руководствуясь принципами кубизма, создавали изделия с подвижными элементами в традициях кинематического искусства, выполняли бриллиантовые, резиновые, деревянные украшения, ювелирные изделия из оргалики (акрила) с использованием выразительных средств оп-арта (оптического искусства).
Интересную интерпретацию получили в бриллиантовом дизайне идеи гиперреализма, стиля, распространенного, прежде всего, в живописи. Ювелиры увлеченно воспроизводили вполне реальные, порою бытовые предметы в их почти натуральном виде, как в знаменитой подвеске с бриллиантом в пять карат «Разводной ключ» французского ювелира Жиля Жонеманна или в золотой броши с бриллиантовой осыпью, решённой в виде кочана цветной капусты, бельгийской художницы Каролины Витвут. В таких вещах есть удивительное ощущение игры, выражающей сущность всякого ювелирного изделия, своего рода предмета развлечения, драгоценной безделушки. И наоборот, украшения из оргалики (акрилового стекла) поднимали на высоту изделий из драгоценных материалов.
В 1980-е годы некоторые ювелиры использовали художественные идеи сюрреализма. Особенно оригинально и выразительно колье «Венера» выдающегося немецкого ювелира Клауса Боненбергера, неоднократного победителя конкурсов, проводимых компанией «Де Бирс». Длинная подвеска, выполненная в сюрреалистической манере с использованием золота, бриллиантов и ляпис-лазури, представляет собой подобие лица богини красоты.
В 1990-е годы в красочных работах ряда ювелиров (например, канадца Петера Чанга), получили новую жизнь цветные феерии фовистов и в то же время в их украшениях отразились представления о динамичном темпе жизни основоположников другого направления искусства начала века — футуризма. Для реализации этих творческих идей как никогда подошли нетрадиционные материалы, которые в руках настоящего Мастера превращались в драгоценные композиции.

## Современность
Многие ювелирные изделия, которые можно увидеть сегодня в магазинах, серийного производства, то есть изготовлены методом литья по выплавляемым восковым моделям или штамповкой. С целью изготовления ювелирных мастер-моделей нередко применяются 3D-принтеры, работающие по технологии SLA 3D печати. Однако ручное изготовление не потеряло своей актуальности. Старейшим учебным заведением, обучающим ювелирному мастерству, является Московская школа художественных ремёсел.

## Оценка ювелирных изделий
Существует три подхода к определению рыночной стоимости ювелирных изделий:
- Оценка с точки зрения затрат;
- По прямому сравнению продаж и с точки зрения ожидаемого дохода;
- Значимость.

## Виды украшений
| # А Б В Г Д Е Ё Ж З И К Л М Н О П Р С Т У Ф Х Ц Ч Ш Щ Э Ю Я |

### А
- Аграф (одежда)
- Алам — вероятно, нагрудное украшение (Др. Русь)
- Аффиш, афиш — большая брошь, обычно круглой формы, которой застегивали длинный вертикальный разрез на сюрко.

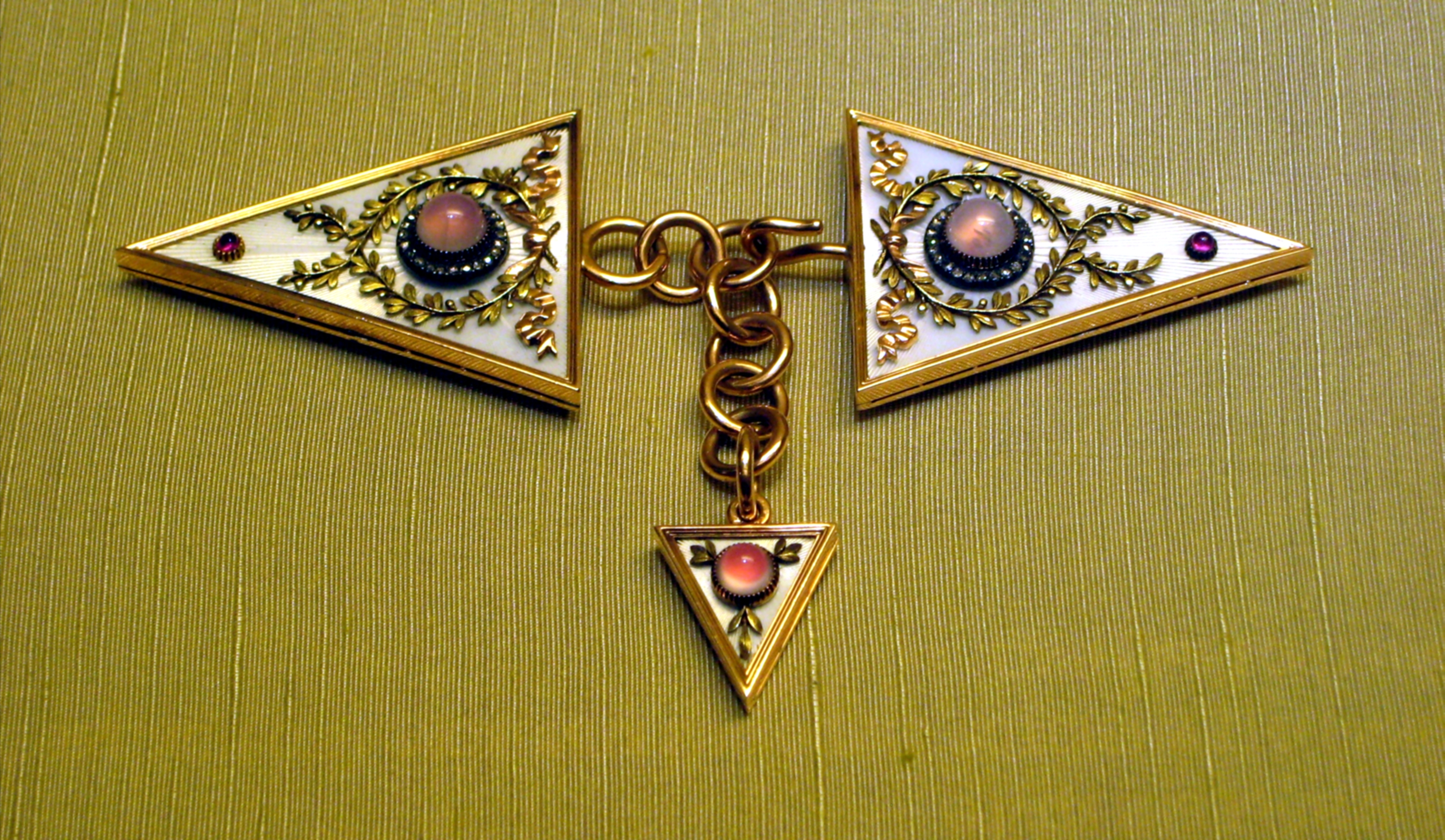
Аграф

### Б
- Бандо (украшение) — драгоценная лента для волос
- Бант-склаваж
- Бармы
- Бархотка
- Бисерник (украшение) — девичья головная повязка (Россия), поднизь, любая вещь, снизанная из бисера.
- Блохоловка (зибеллини)
- Бомбилатка — украшение на чепце из различных материалов — стекла, стеклянных шариков, цепочек, олова и т п.
- Браслет
  - Браслет-налокотник
  - Браслет-нарукавник
  - Браслет-склаваж, эсклаваж (от фр. «рабство») — два браслета, соединенных цепочкой
- Брелок
- Брошь
  - Брошь-заколка — разновидность броши с элементом крепления в виде иглы, с предохранителем или без него
- Букет (украшение)
  - Портбукет
- Булавка
  - Булавка для галстука
- Булла (украшение) — др. рим. амулет в виде шарика или кружка (часто золотого), который носили на шее до совершеннолетия дети граждан.
- Бусы

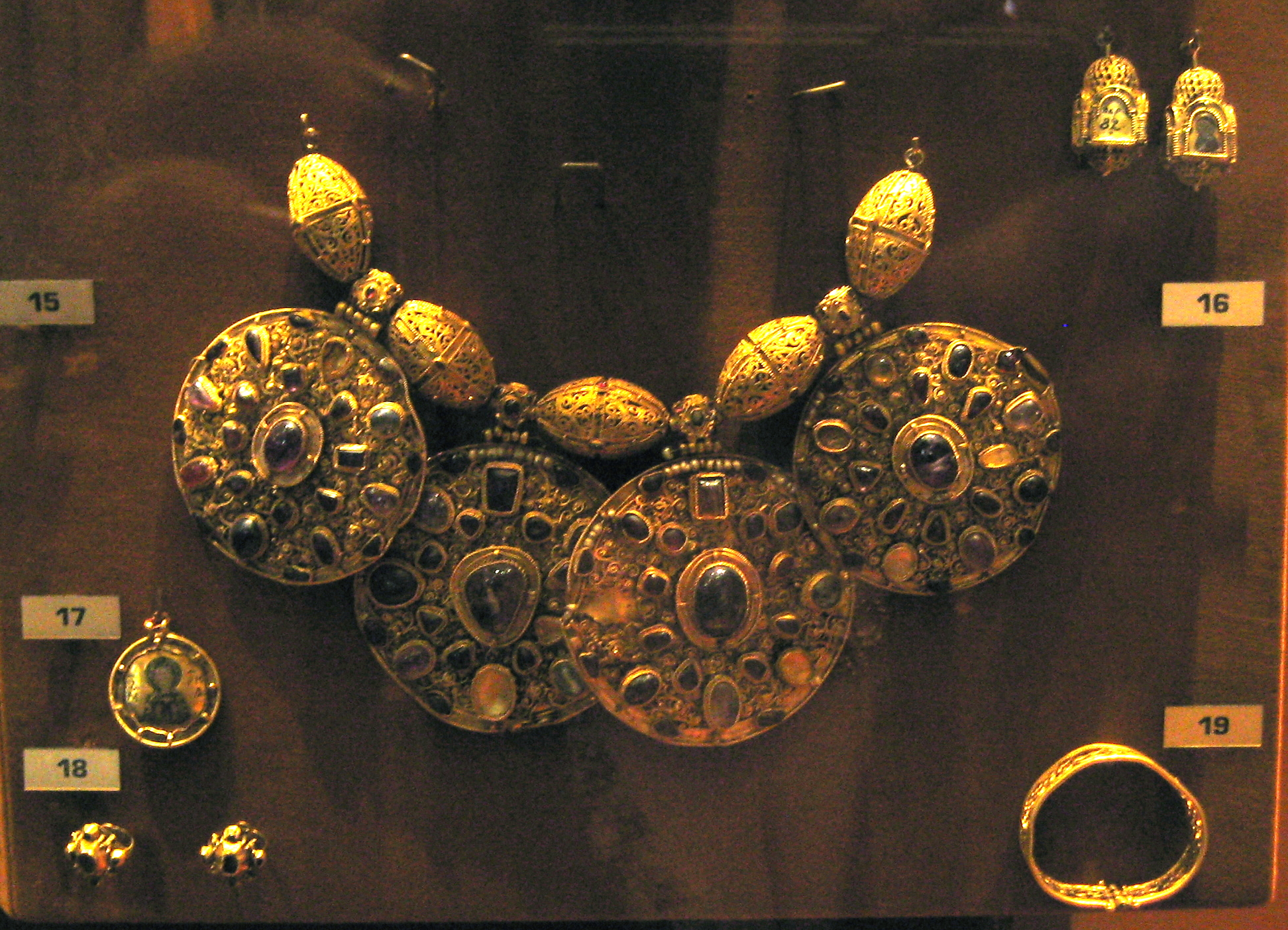
Бармы
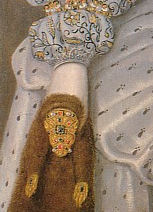
Блохоловка
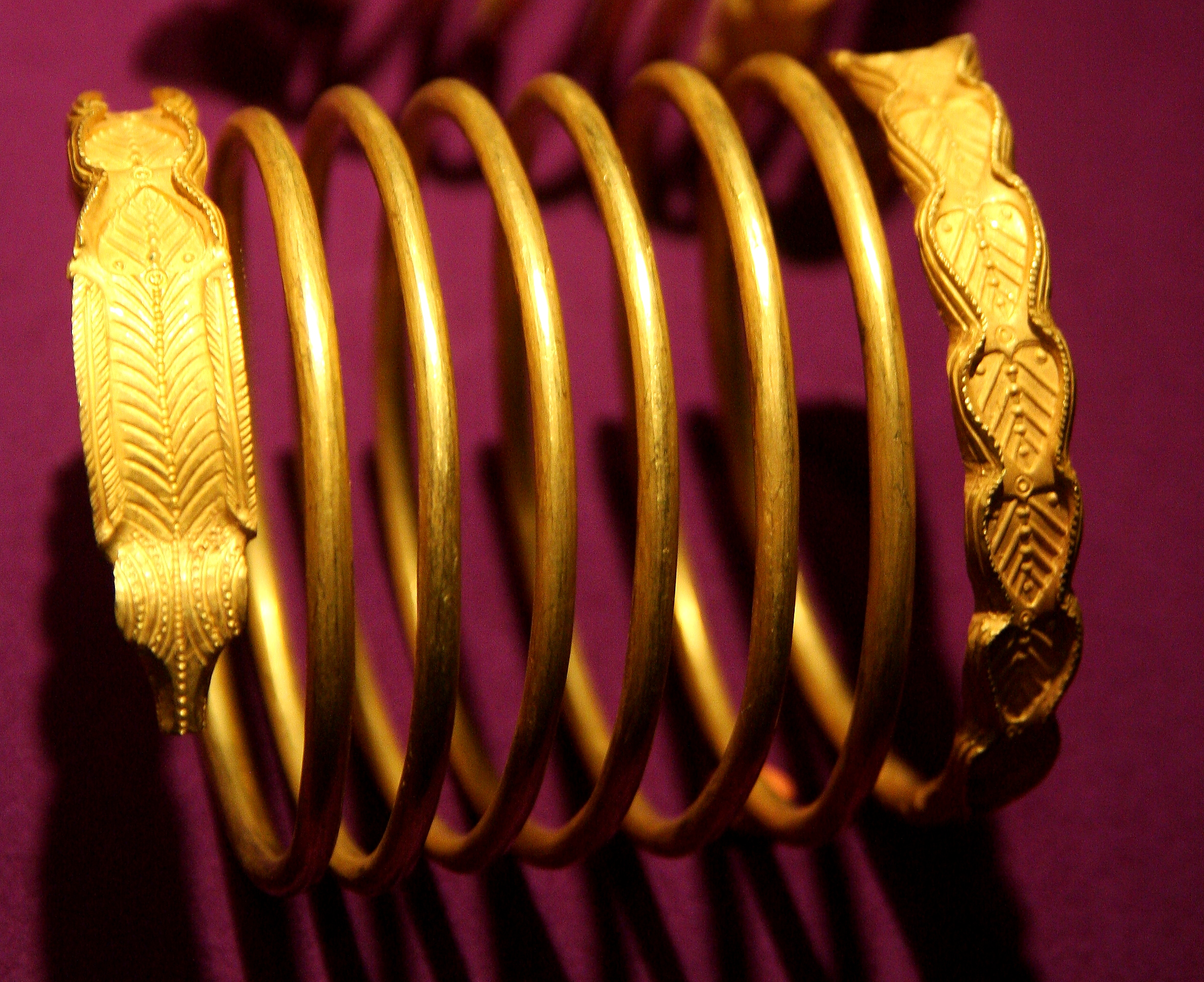
Браслет
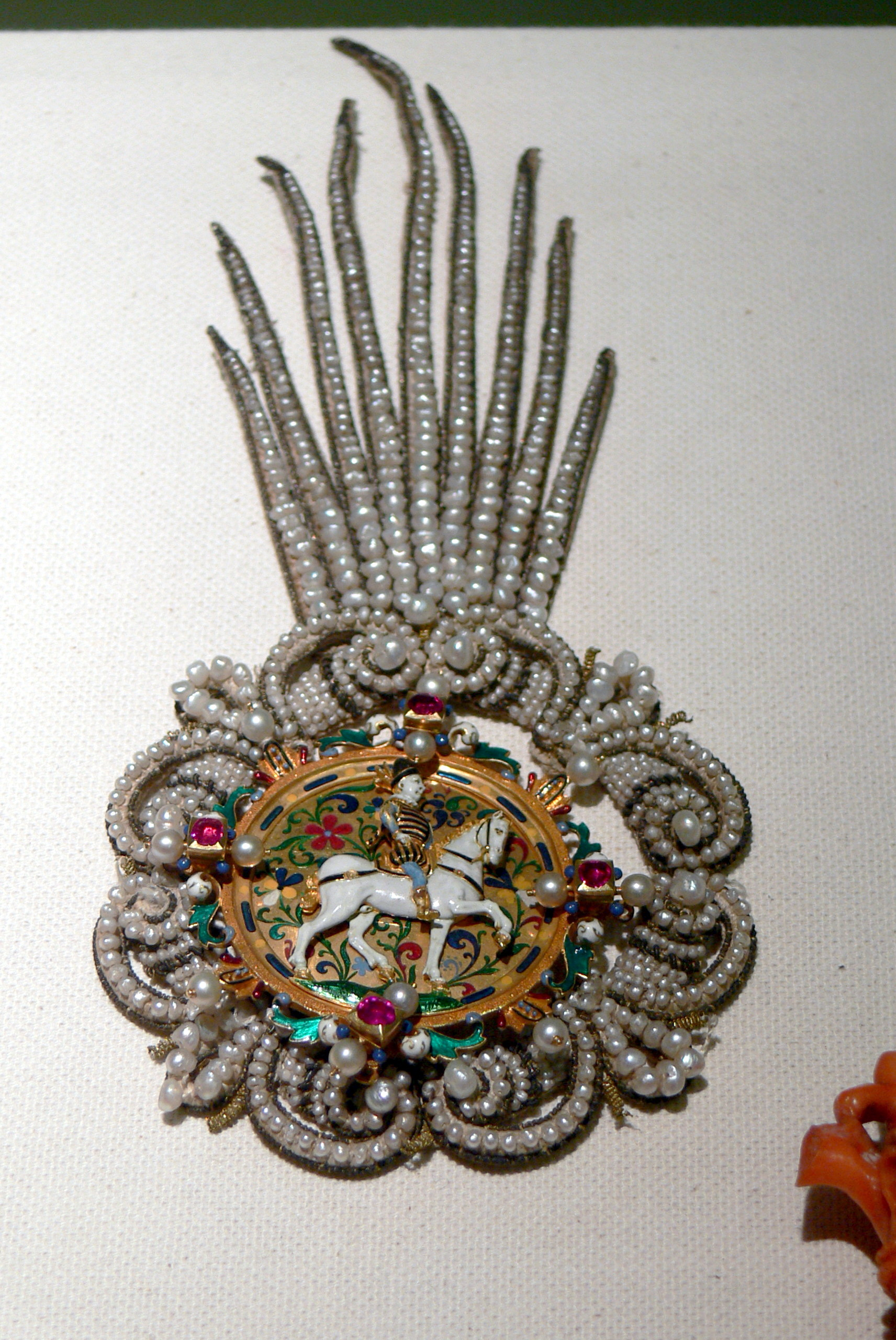
Брошь
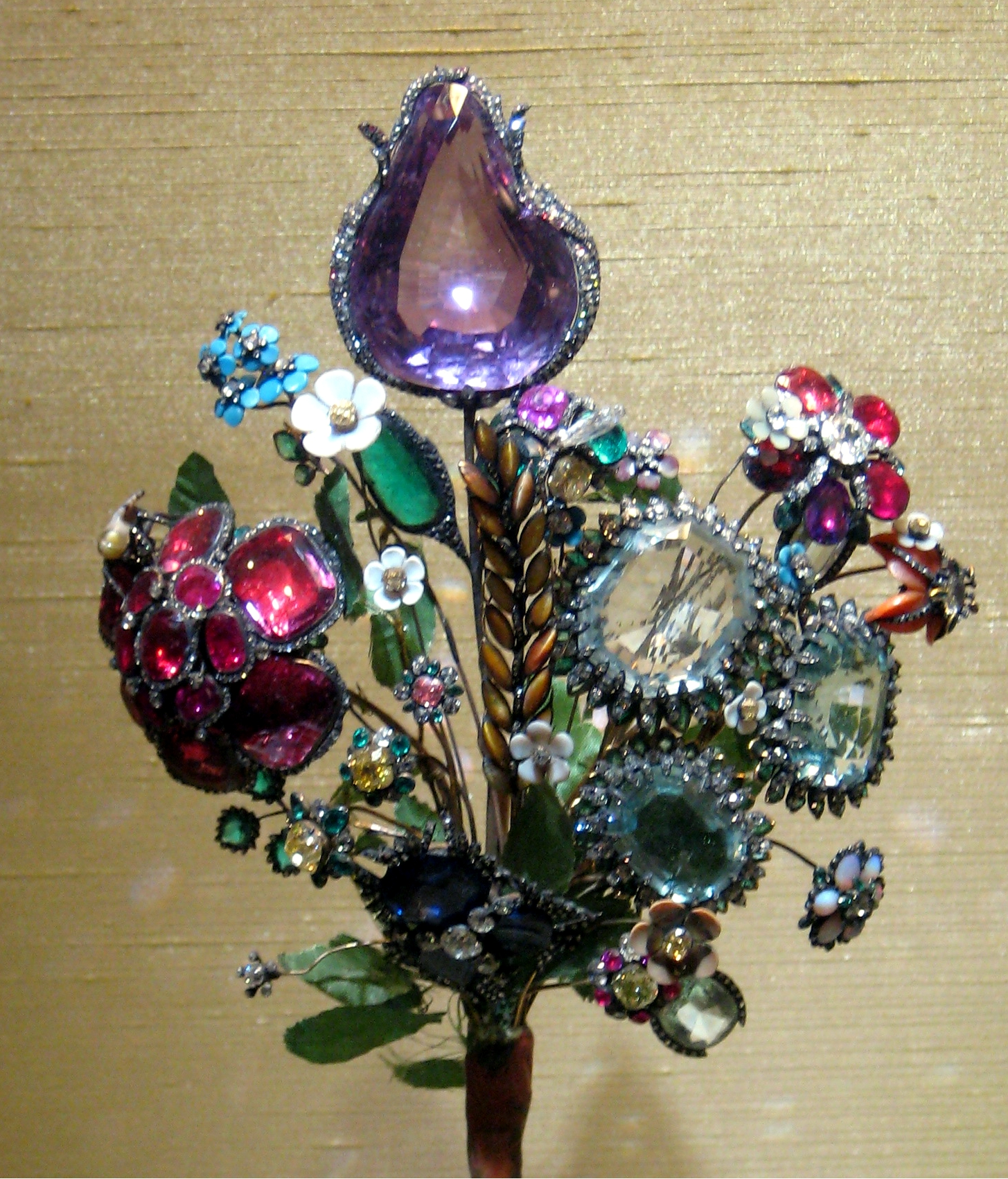
Букет
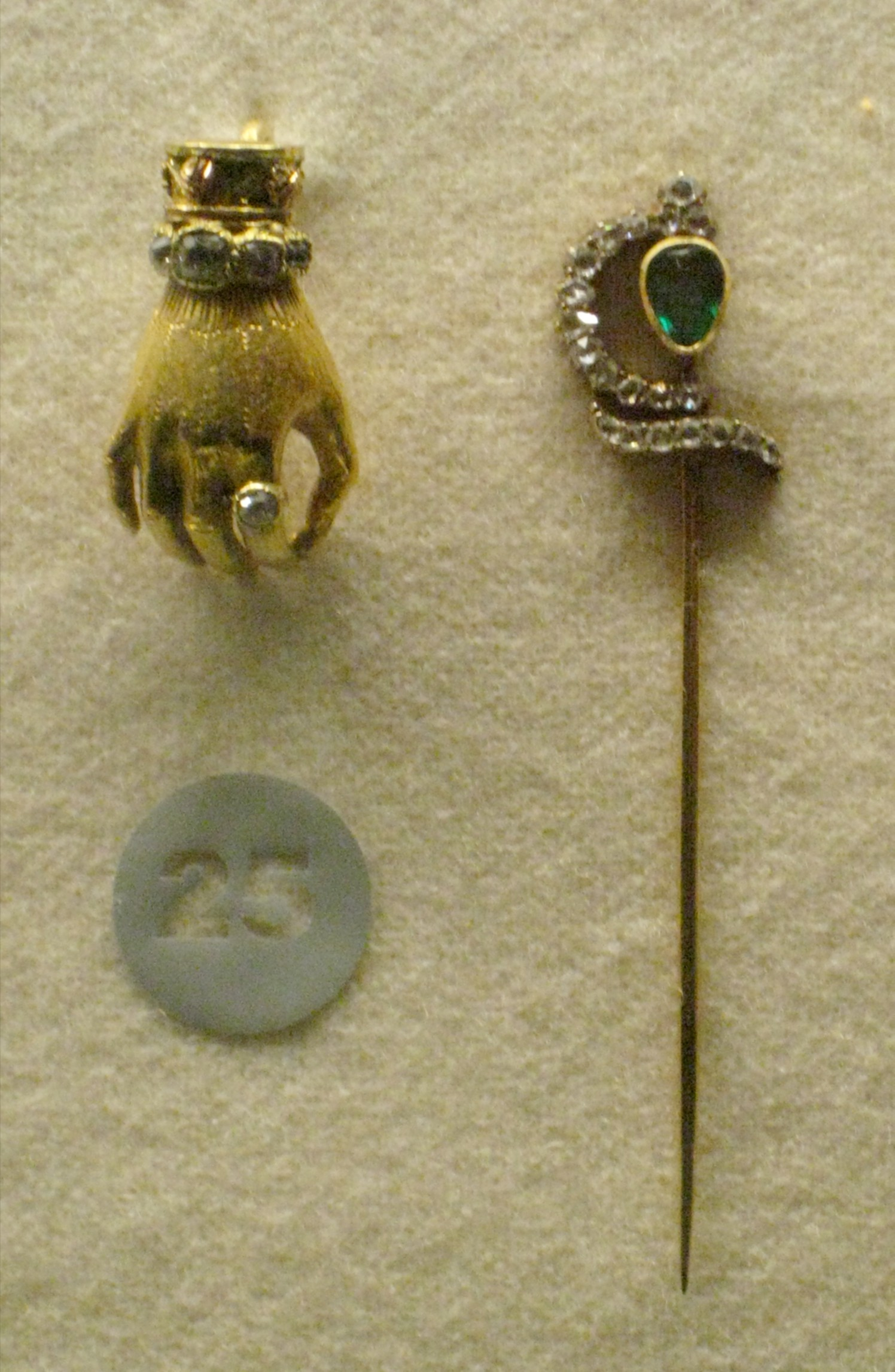
Булавка
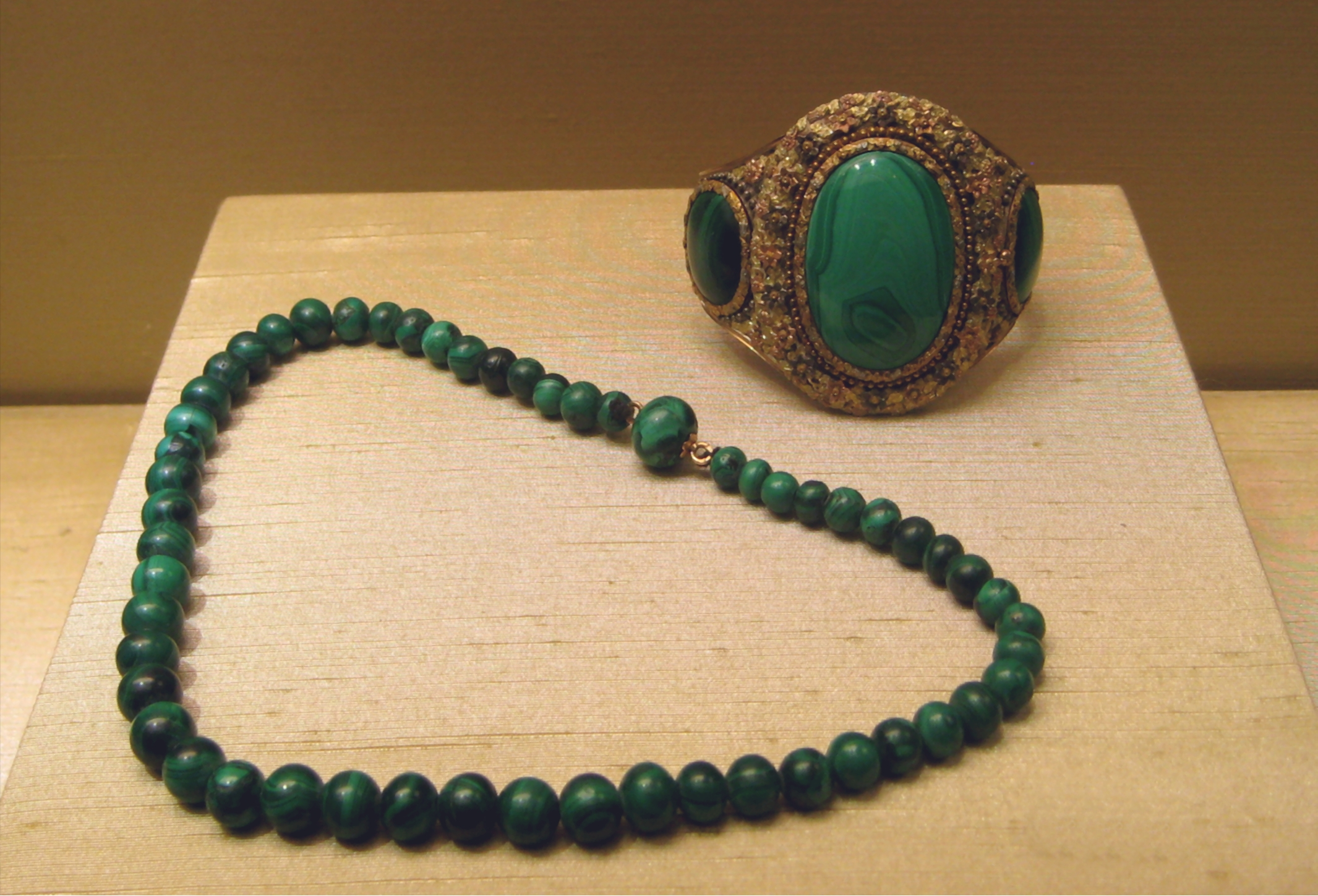
Бусы и браслет

### В
- Варворка, ворворка[укр.]ворворка, варварка — бусина на шнурке (Др. Русь)
- Венец
- Вензель, фрейлинский шифр
- Венок
- Височные кольца

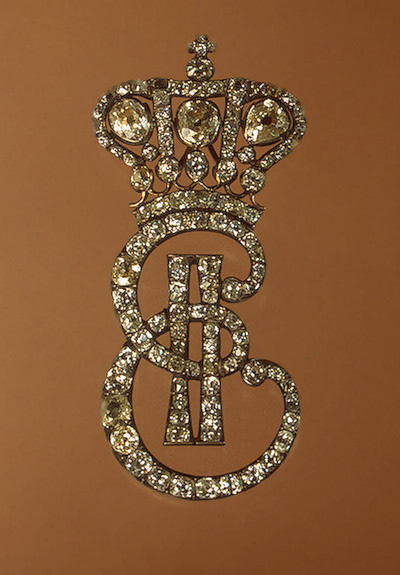
Вензель
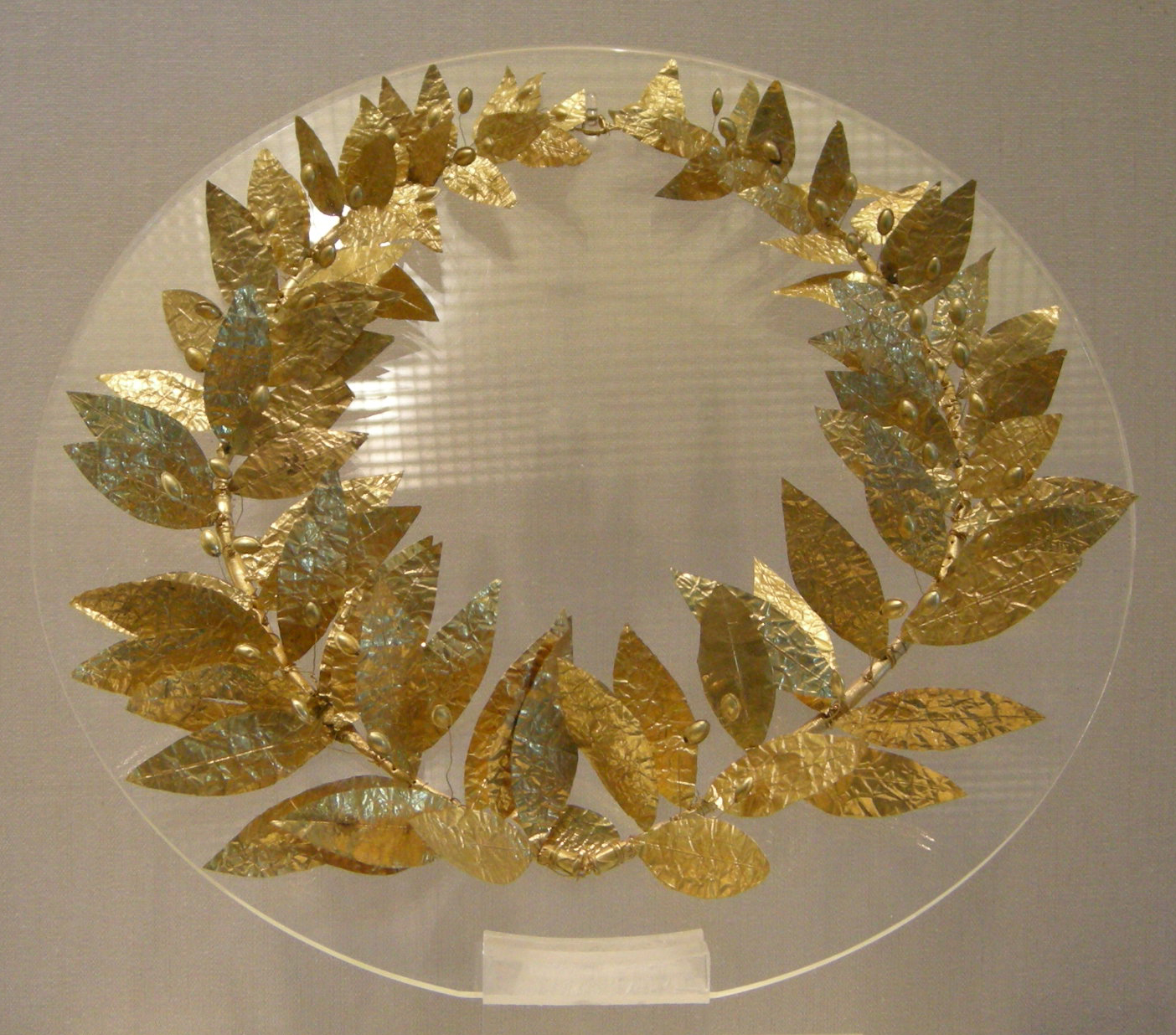
Венок

### Г
- Гомбик

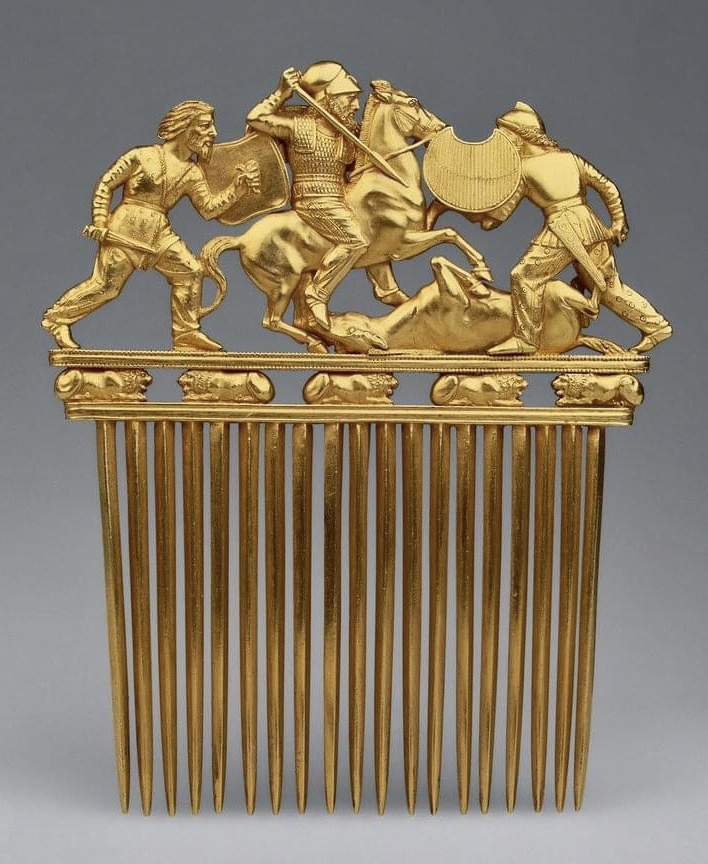
Гребень
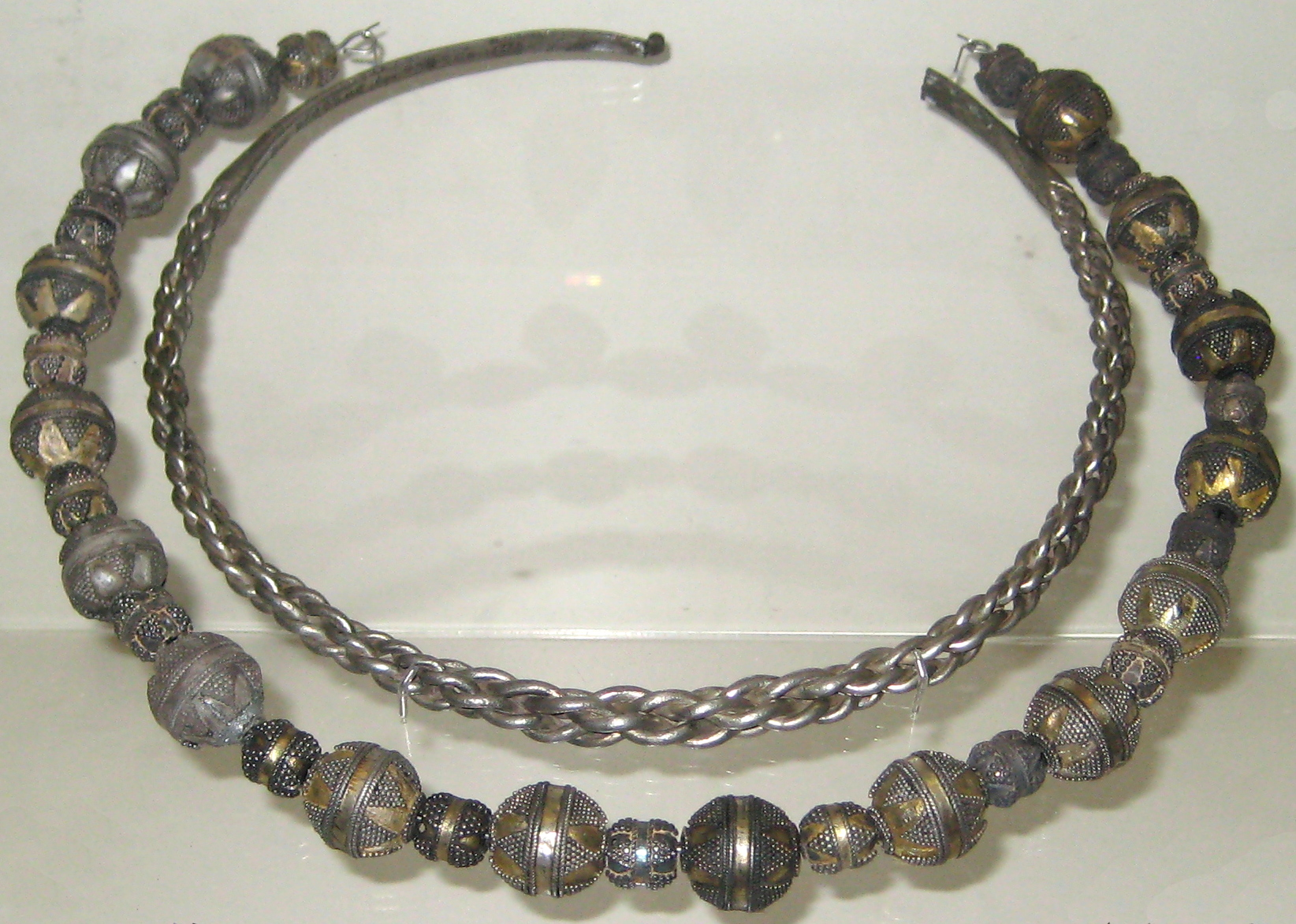
Шейная гривна

- Гребень
- Шейный обруч-гривна (Русь)

### Д

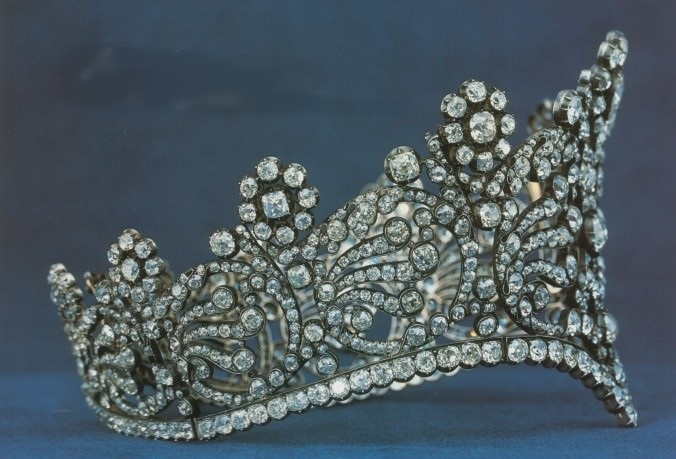
Диадема
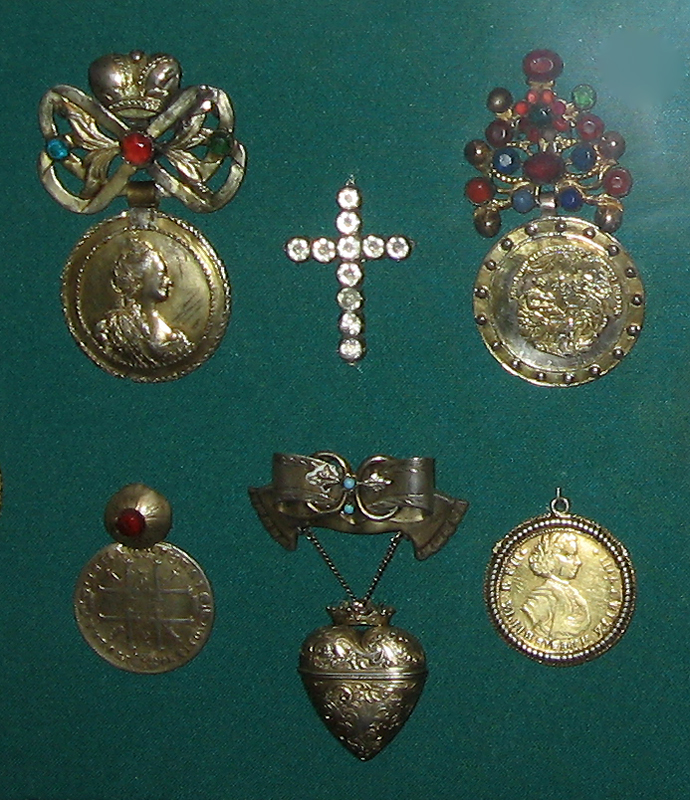
Дукач

- Диадема
- Дукач

### Ж
- Жазеран — золотая цепь, украшенная розетками с драгоценными камнями. В 16 в. её укладывали в один-два ряда вокруг стоячего воротника, произвольно располагая оставшуюся длину на груди.
- Жиковина — перстень

### З
- Зажим для галстука
- Заколка
- Заноска — булавка, которой закалывали убрус, платок (Др. Русь)
- Запон, бляха, застежка
- Запонка
- Запястье (украшение), зарукавье, обруч
- Змеевик (медальон)
- Зубной коралл, погремушка

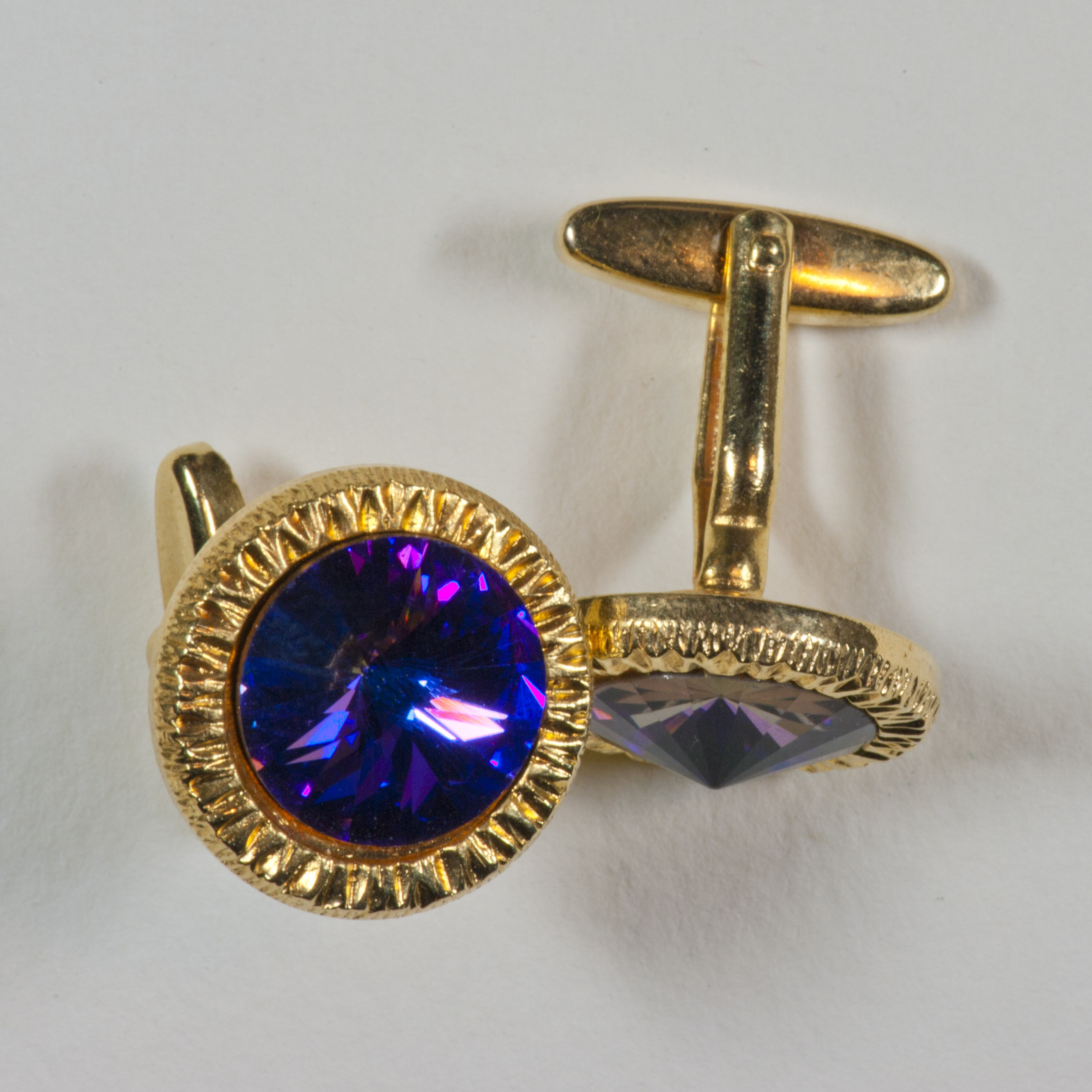
Запонки
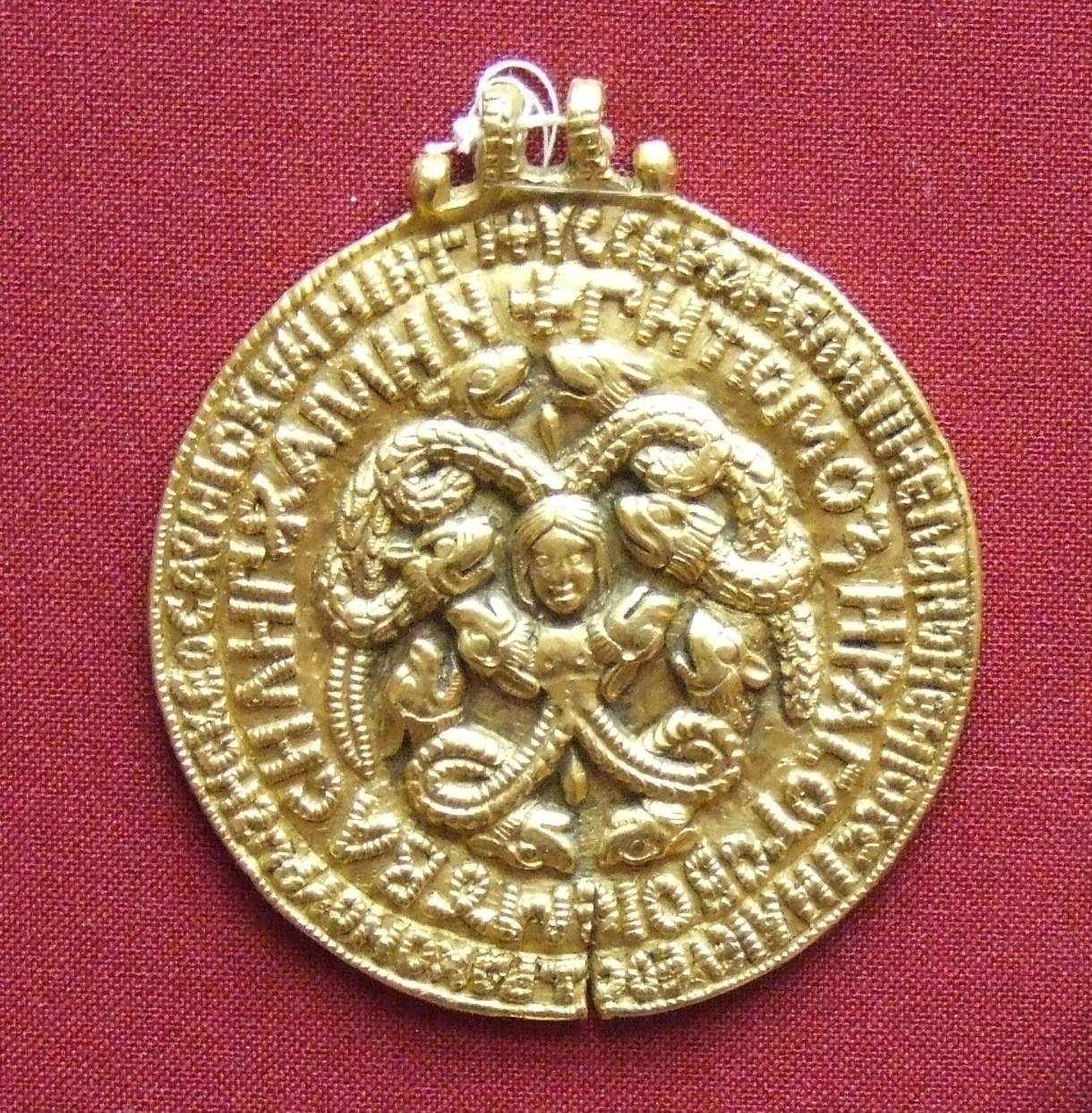
Змеевик

### К
- Кадас — украшение для предплечья (Индия)
- Камея
- Камергерский ключ
- Кафф
- Клипса (украшение)
- Коллар (колье)
- Колт
- Колье
  - Колье-ошейник
- Кольцо (украшение)
- Кордельер (украшение) (cordeliere) — длинная цепь, по большей части золотая, которая свисала с пояса (XVI век), носили и в 1820-х; или с плеч
- Корона
- Куафюра
- Кулон (украшение)

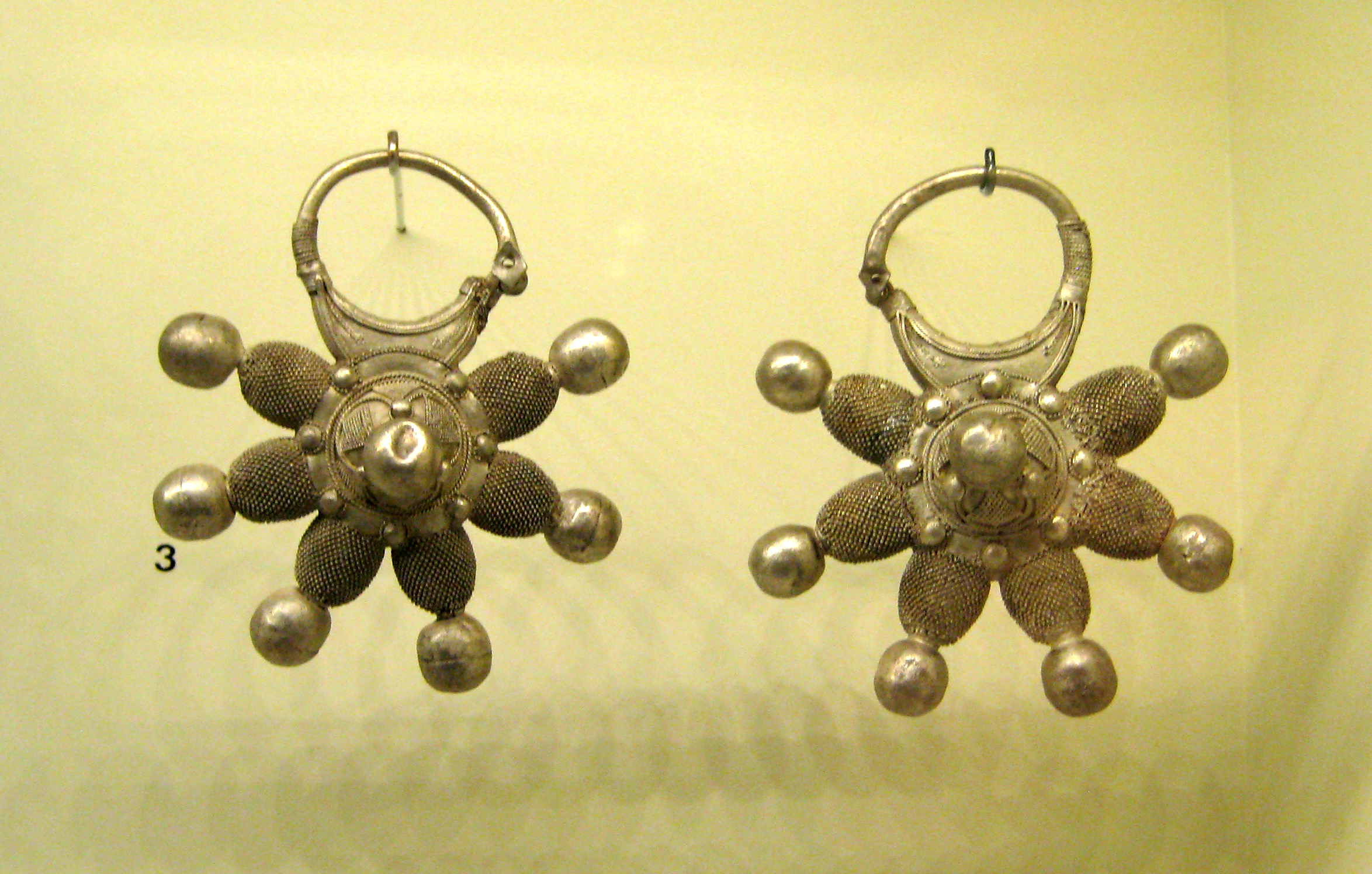
Колты
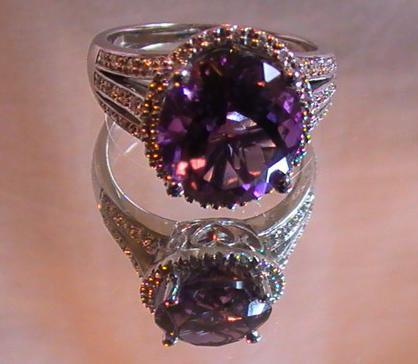
Кольцо
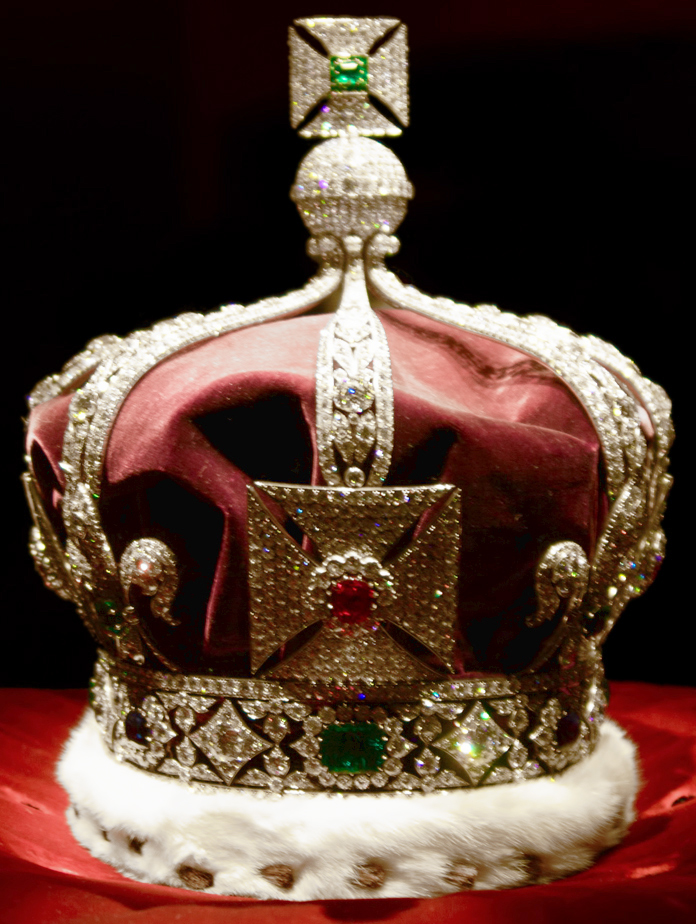
Корона
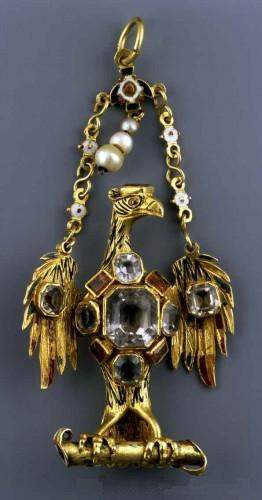
Кулон
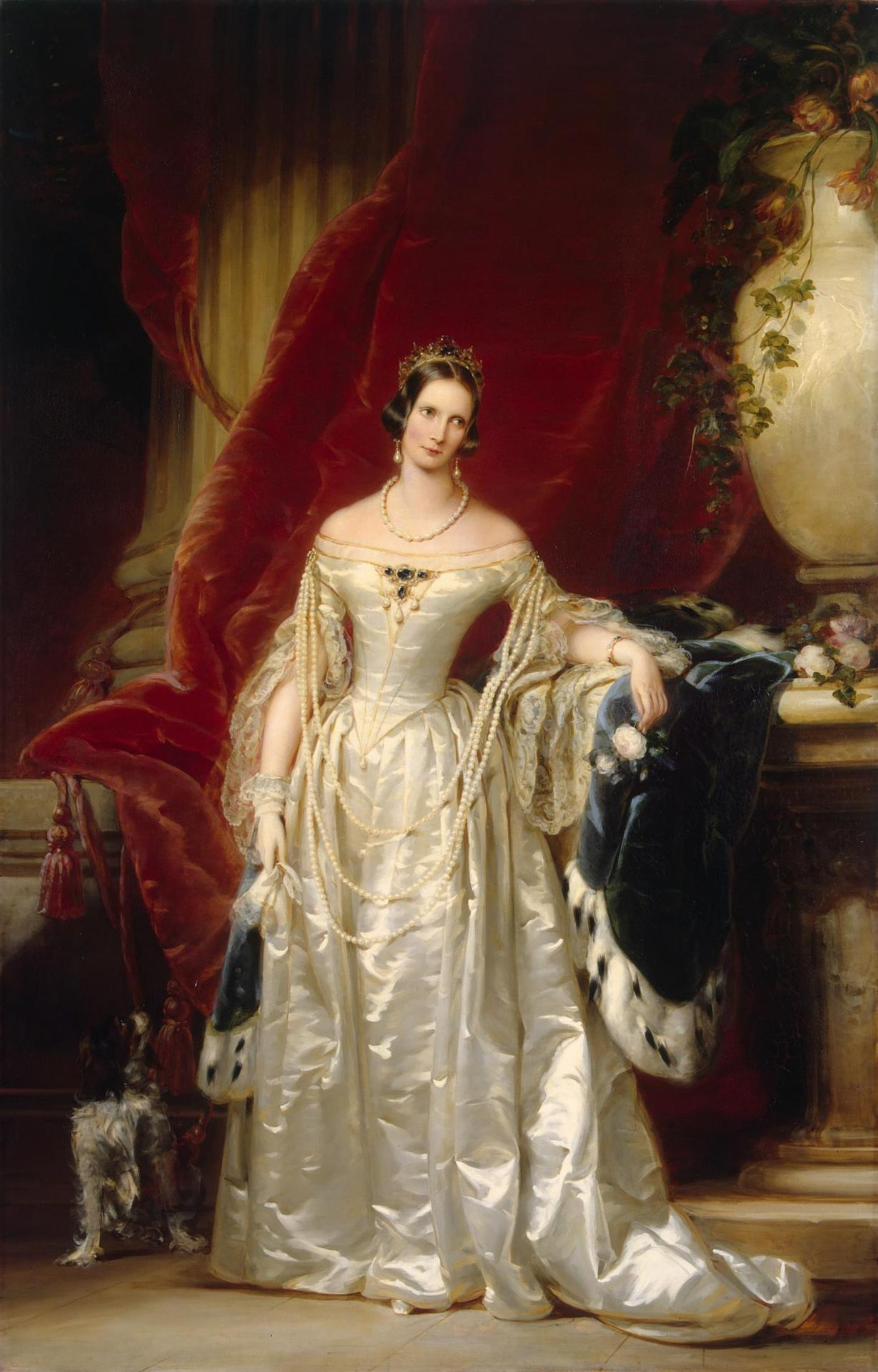
Кордельеры

### Л
- Лариат
- Лунница — подвеска в форме полумесяца (Др. Русь, 10-13 вв.)

### М

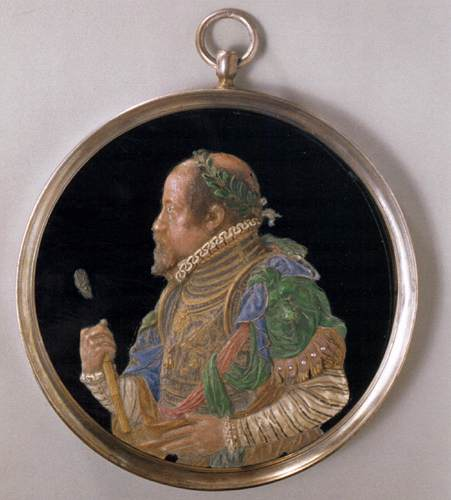
Медальон
- Монисто

- Медальон

### Н
- Наперсток, футляр, колпачок
- Нательный крест, тельник, крестик, распятие
- Нашивные бляхи

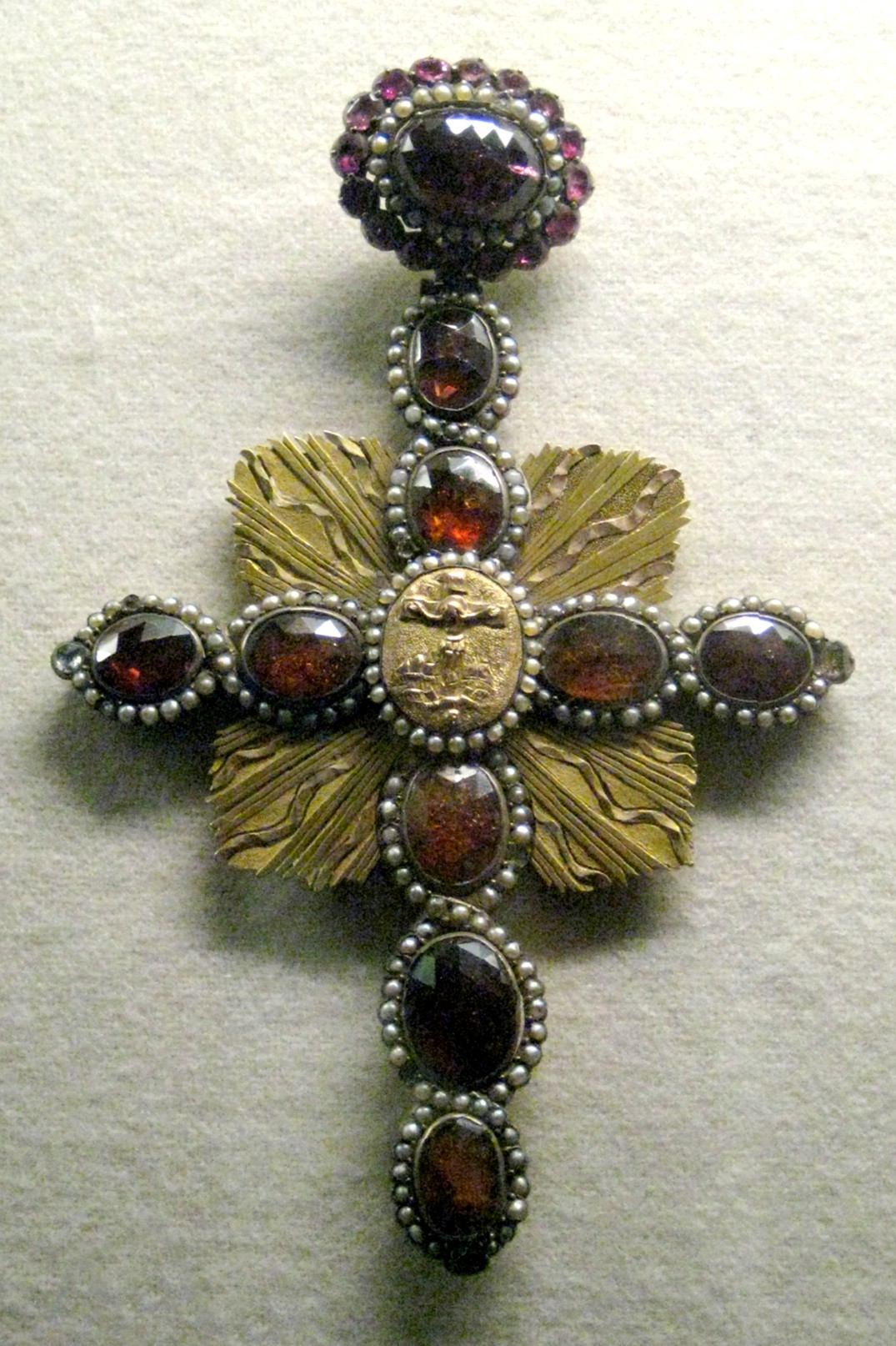
Крест

### О
- Ободок
- Ожерелье
  - Ожерелье-склаваж — нескольно нитей на одном замке
- Оргалика — ювелирное украшение из акрила (оргстекла)
- Орлики — серьги

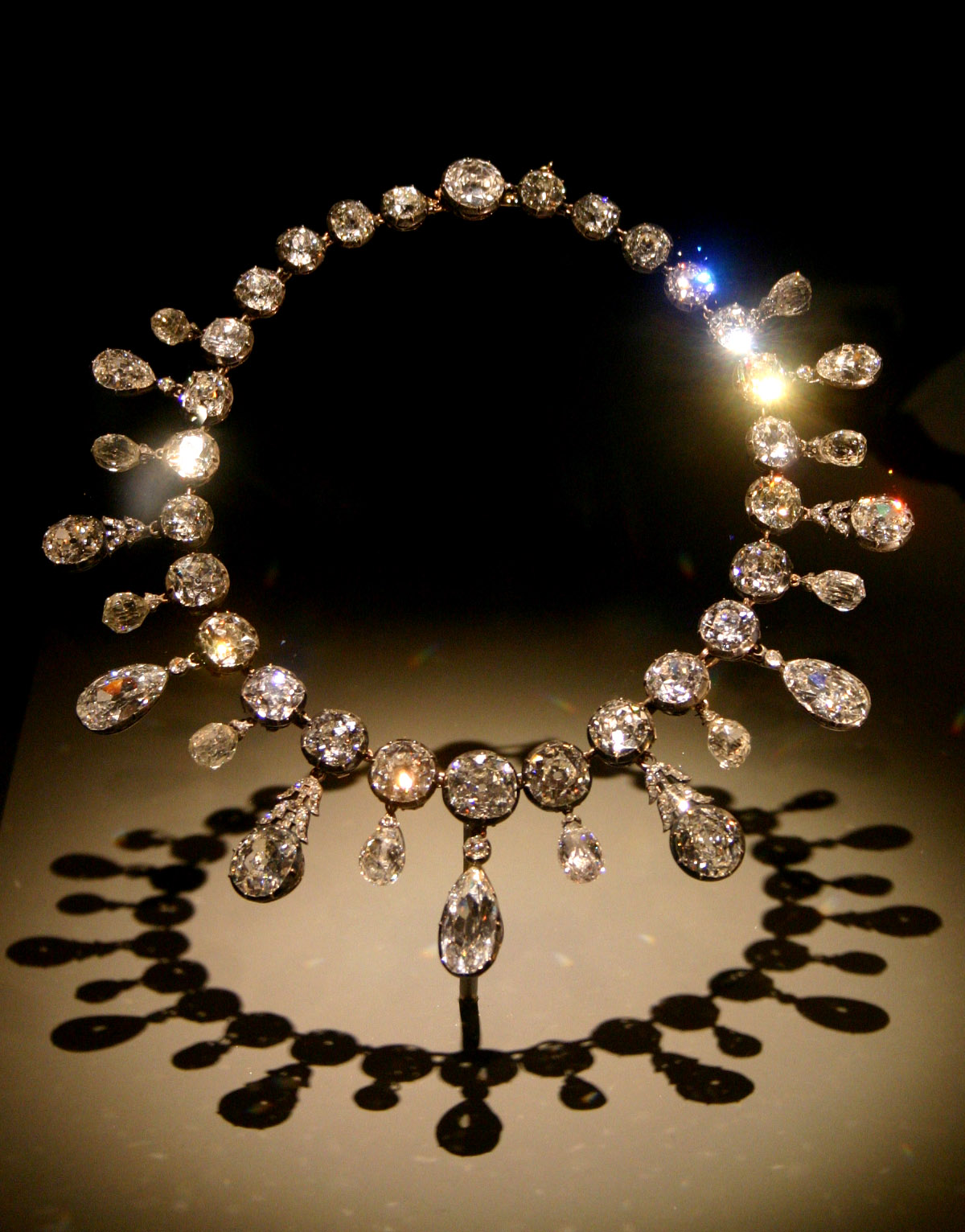
Ожерелье
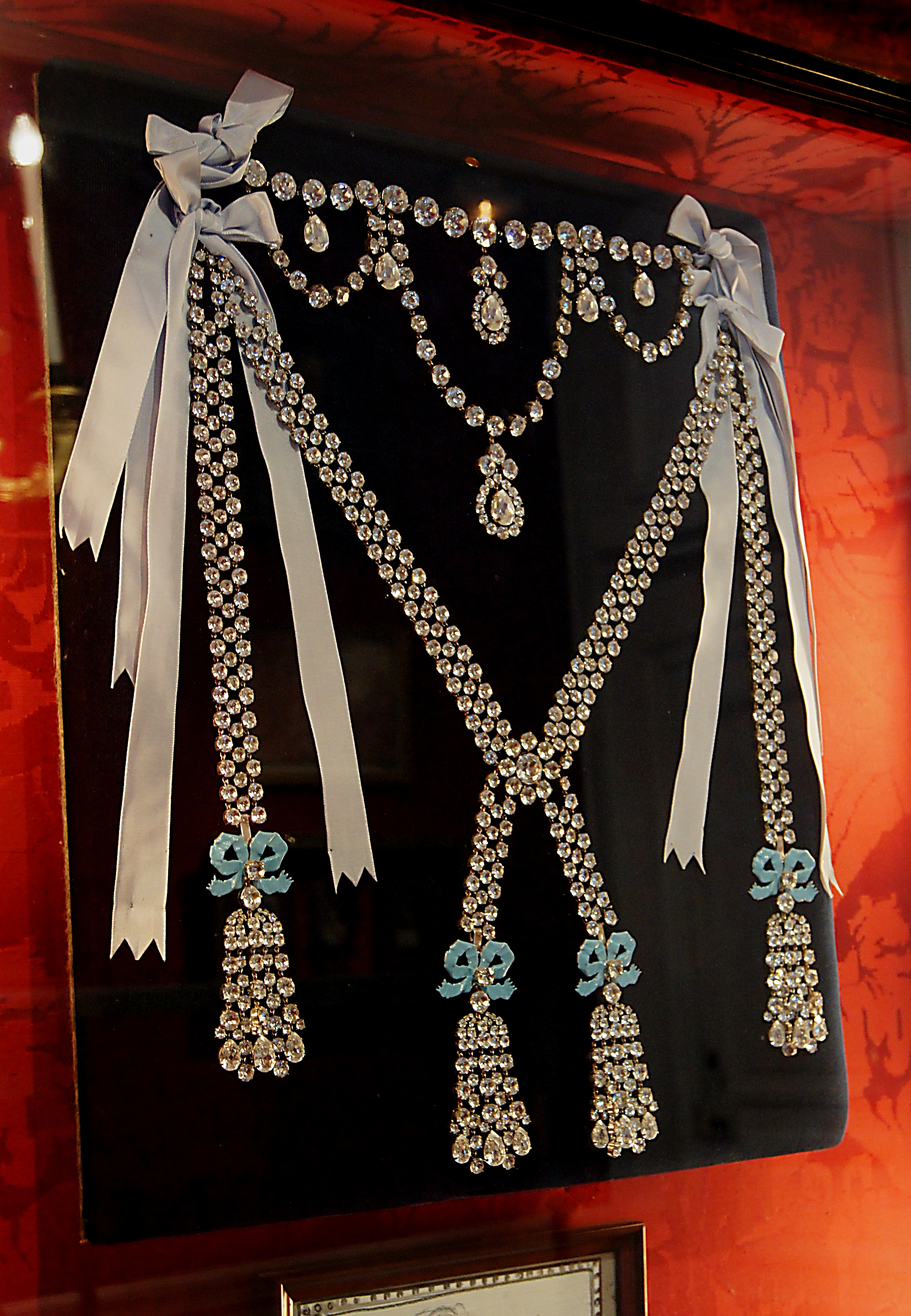
Ожерелье-склаваж

### П

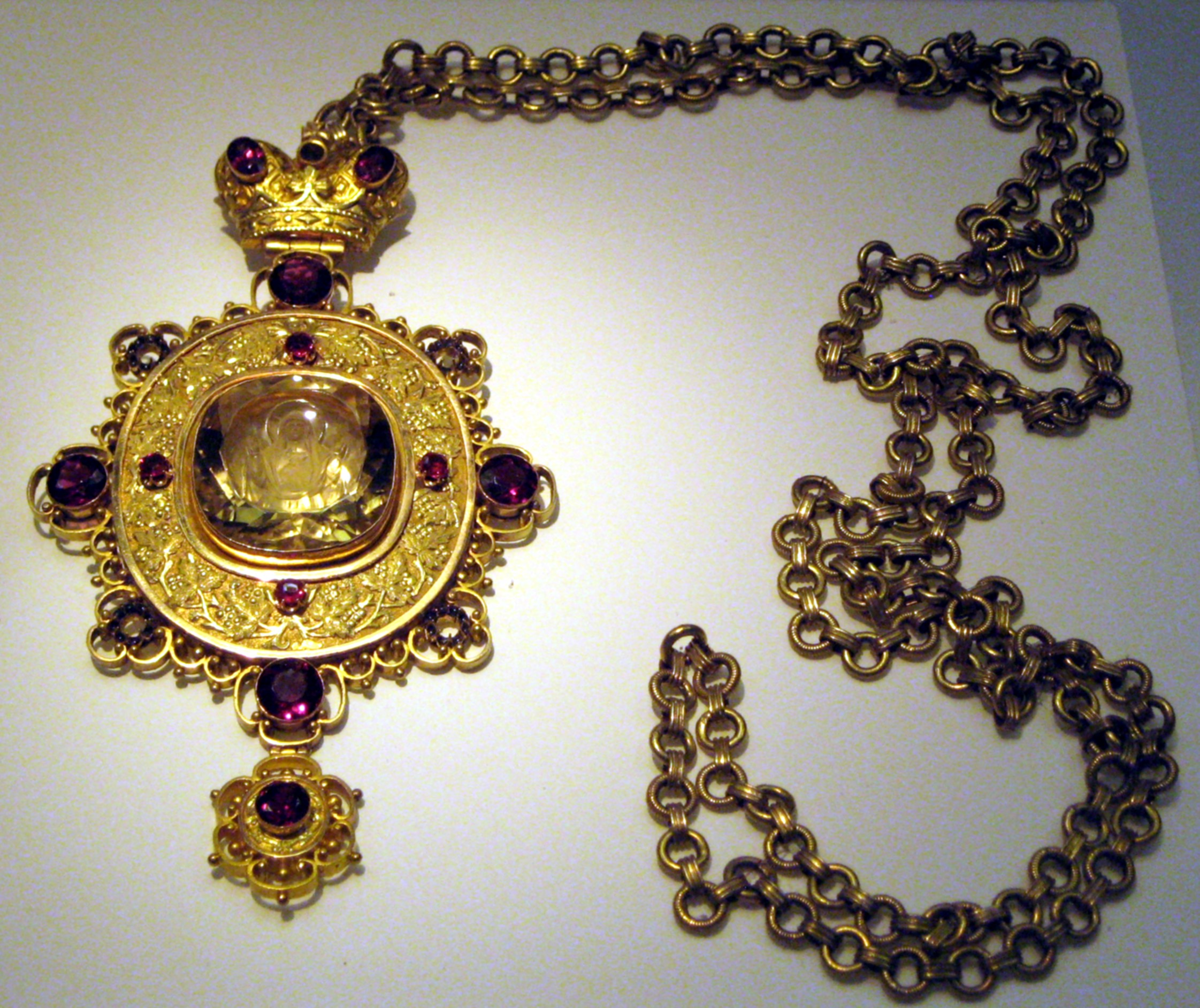
Панагия
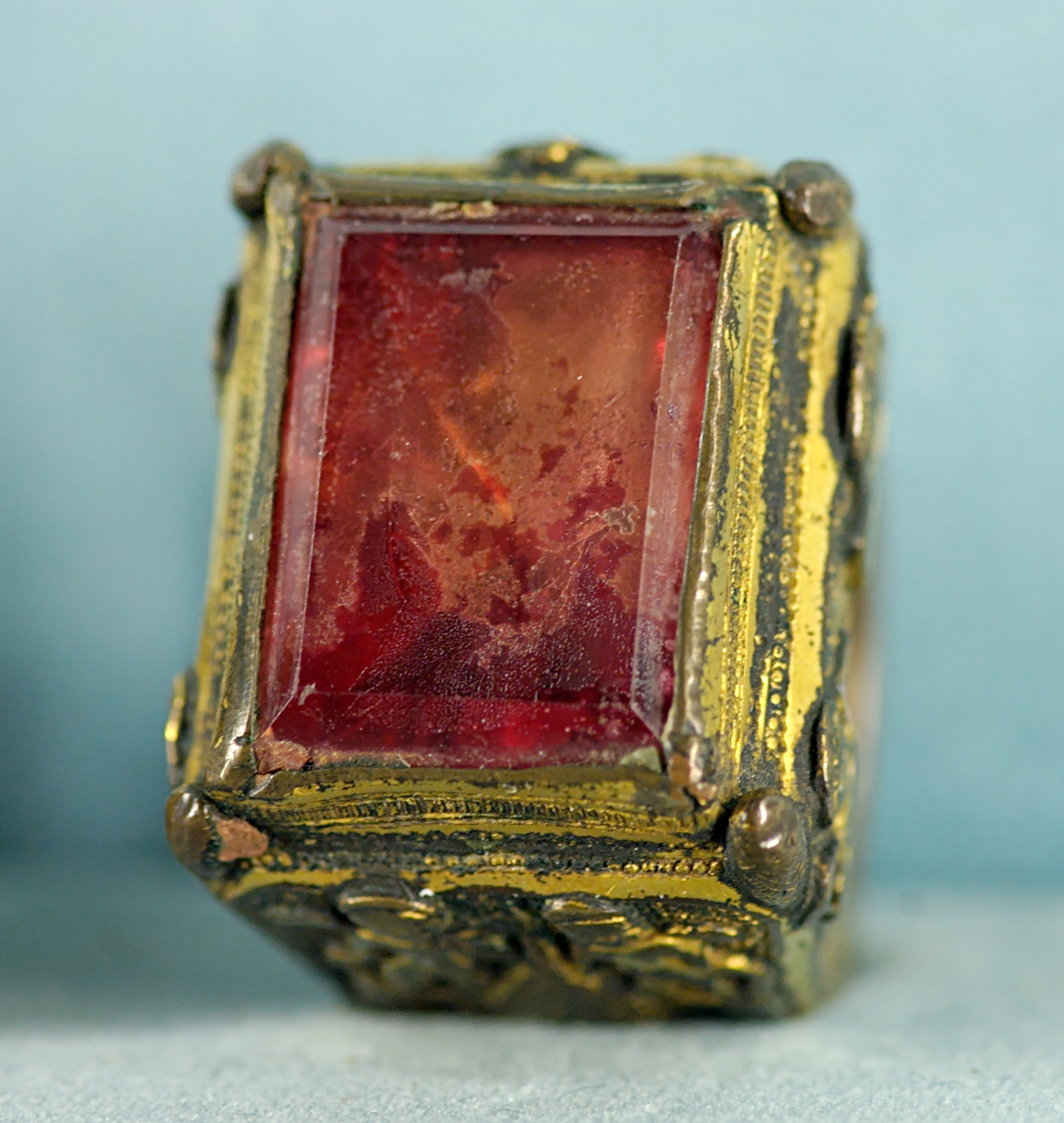
Перстень
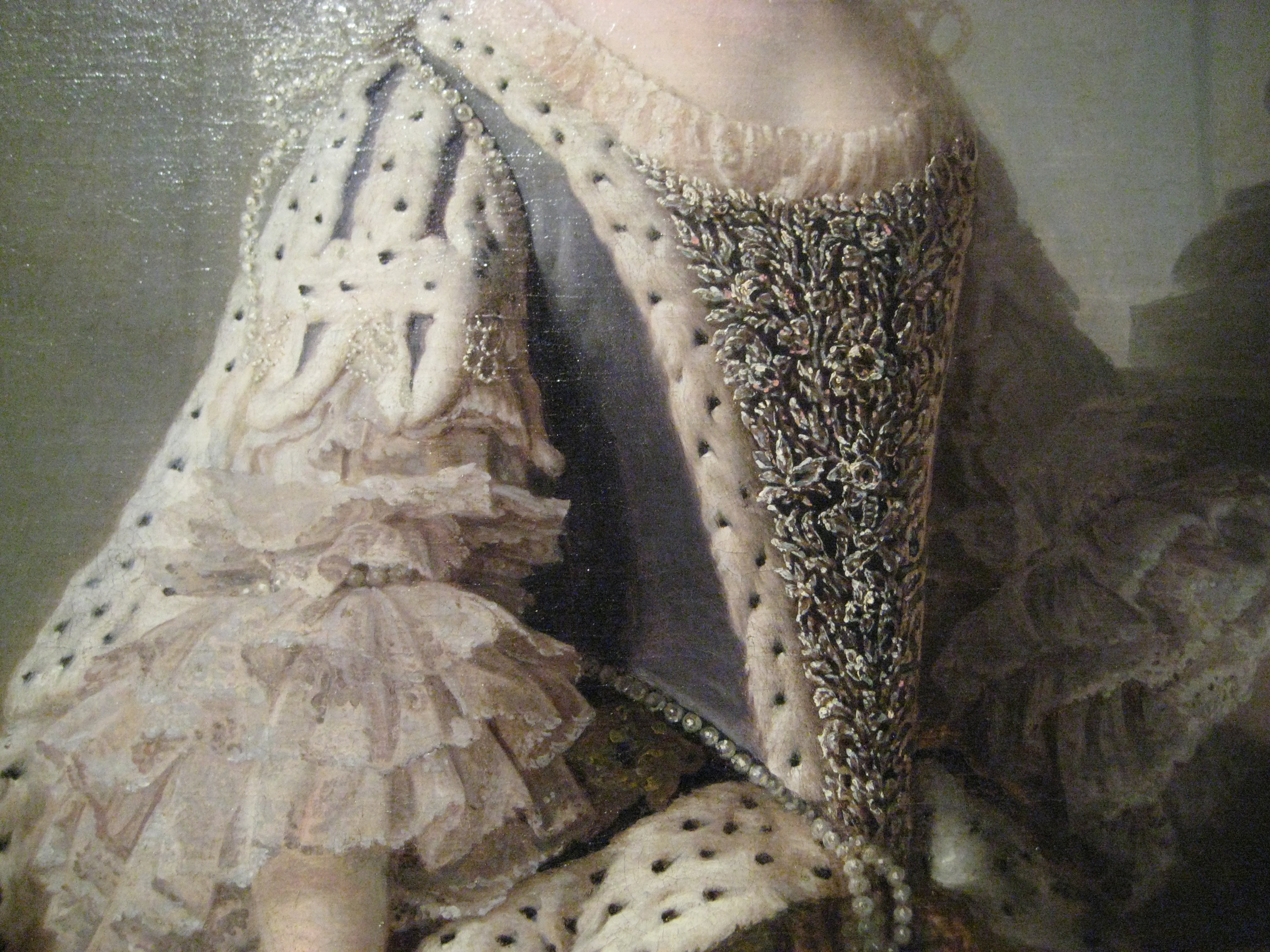
Пластрон
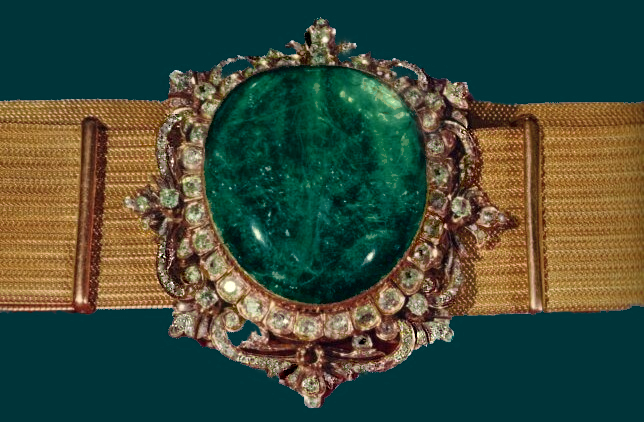
Пряжка
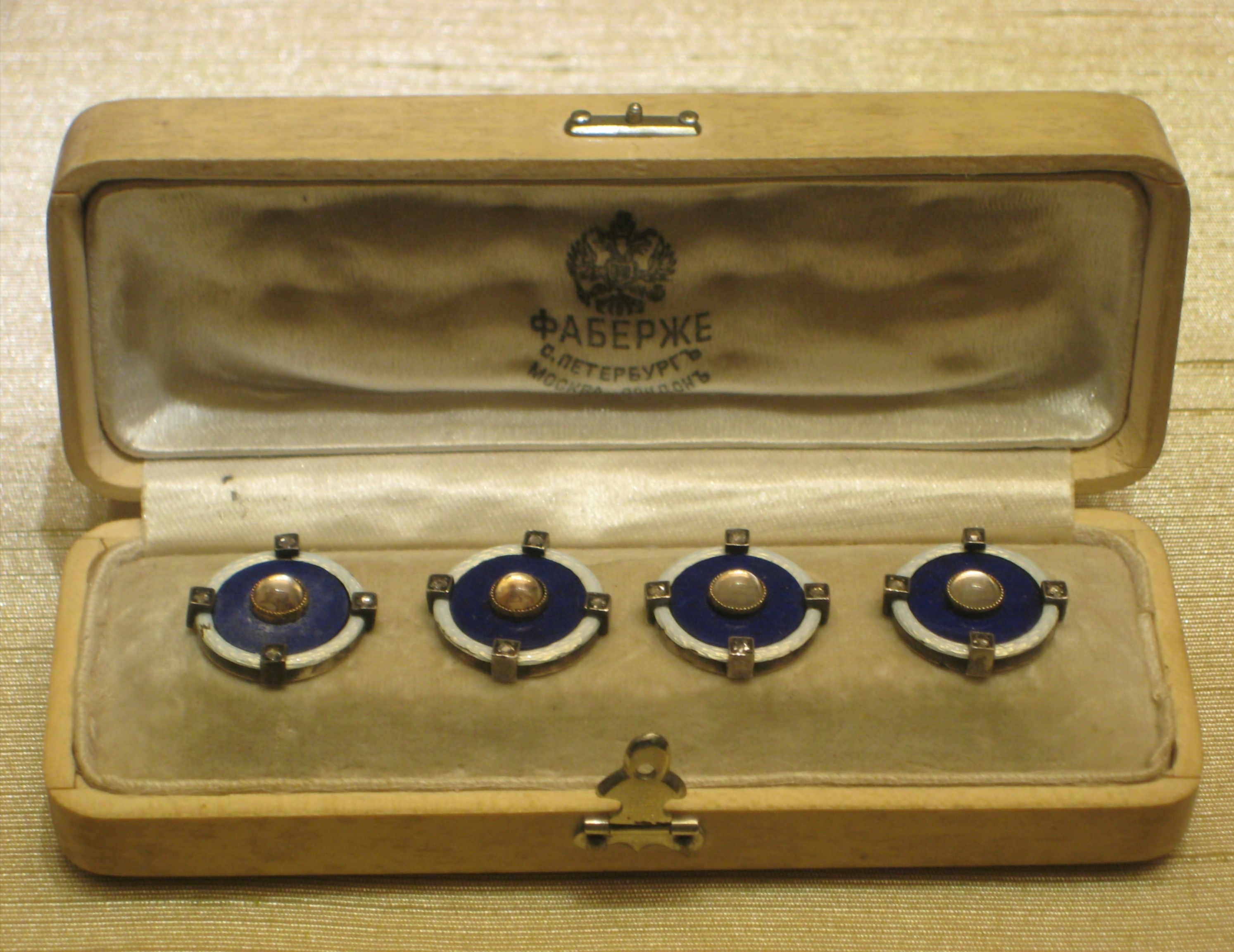
Пуговицы (в коробке)

- Парюра, полупарюра, гарнитур, убор
- Пектораль
- Перстень
  - Перстень-печатка
- Петлица (украшение)
- Плакетка
- Пластрон (украшение)
- Плюмаж
- Подвеска (украшение)
- Привеска (Др. Русь)
- Пряжка
  - Пряжка обувная
  - Пряжка поясная
- Пояс
- Пуговица
  - Бранденбурги, брандебуры

- Панагия
- Перстень
- Пластрон
- Пряжка
- Пуговицы (в коробке)

### Р
- Ривьера (украшение)
- Рясна

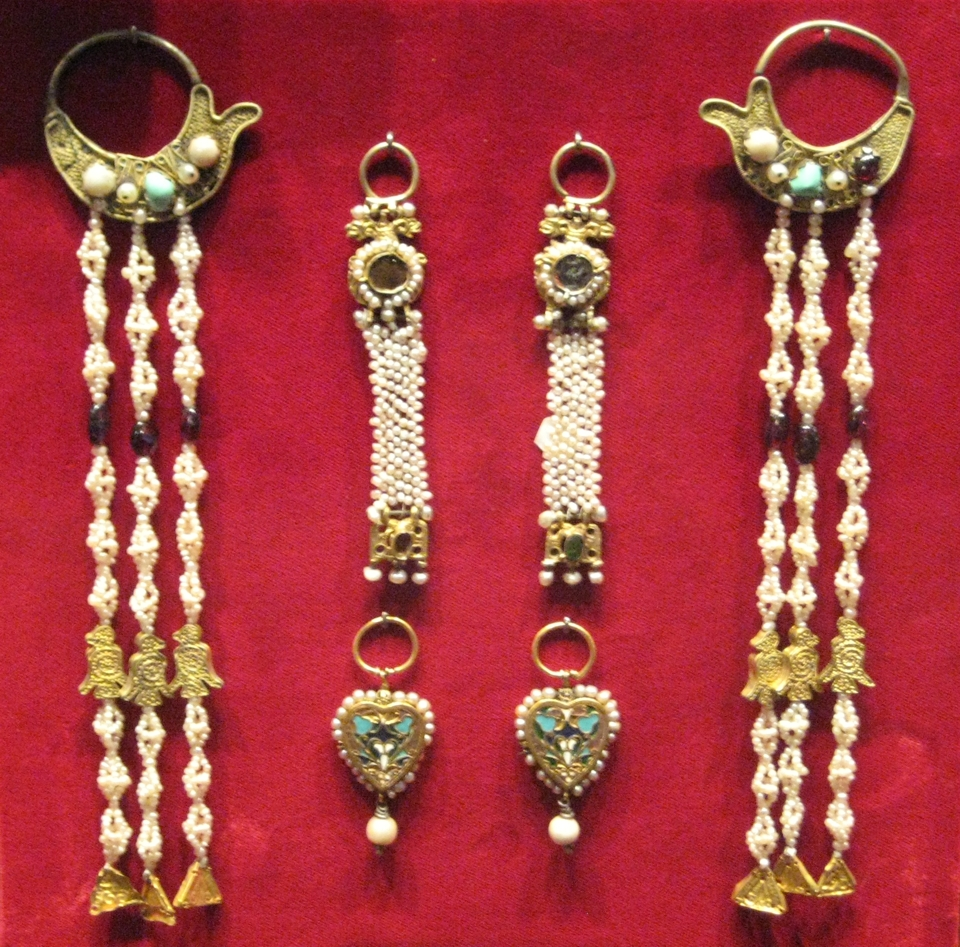
Рясны

### С
- Сакта
- Сантимент (украшение) — браслет с портретом для левой руки
- Серьги
- Сетка для волос
- Солитер (украшение)
- Сотуар — жемчужное колье на нескольких провисающих нитях, скрепленных одной застежкой (XVIII—XX вв.)
- Стомак

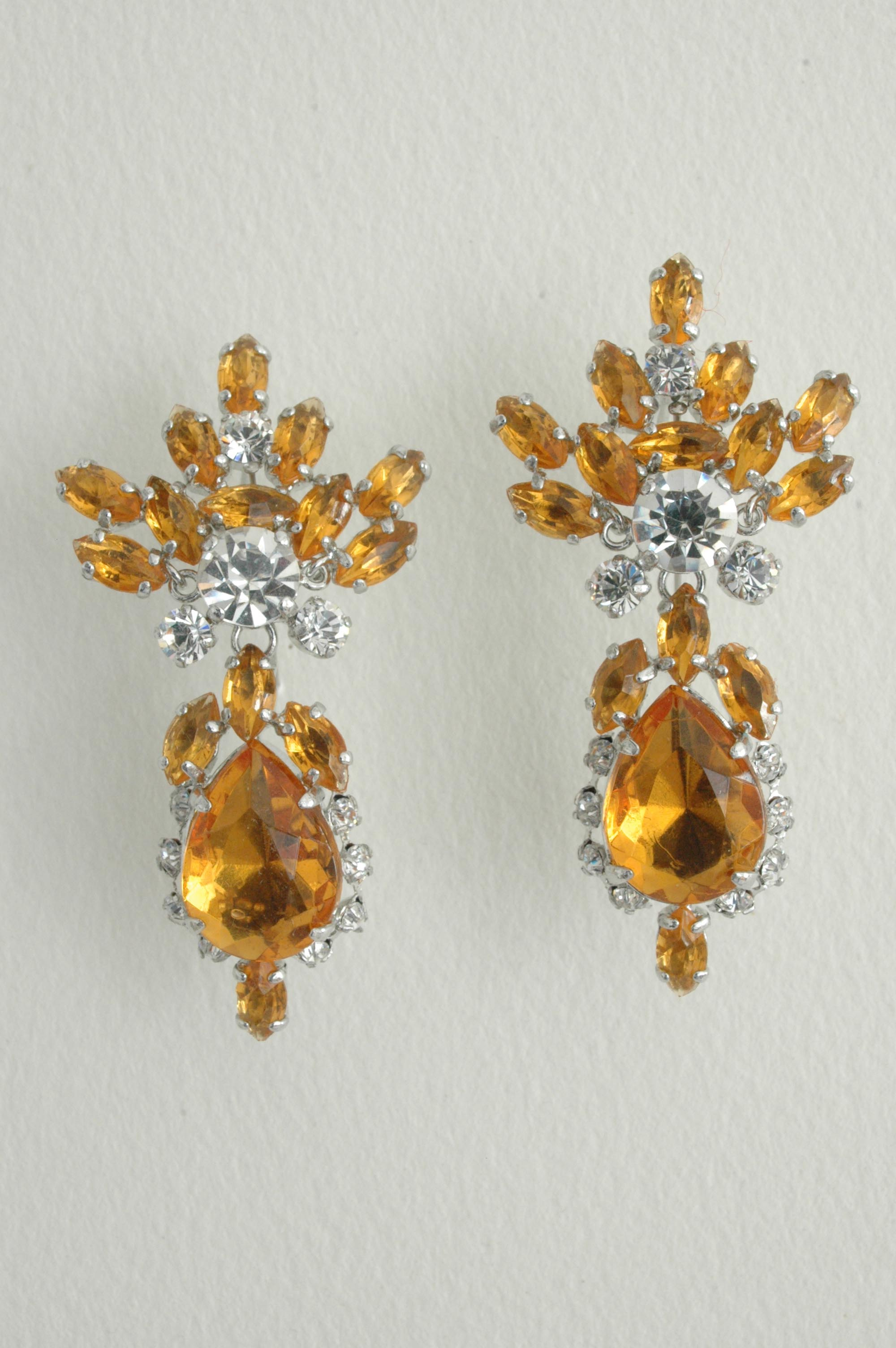
Серьги

### Т
- Тиара

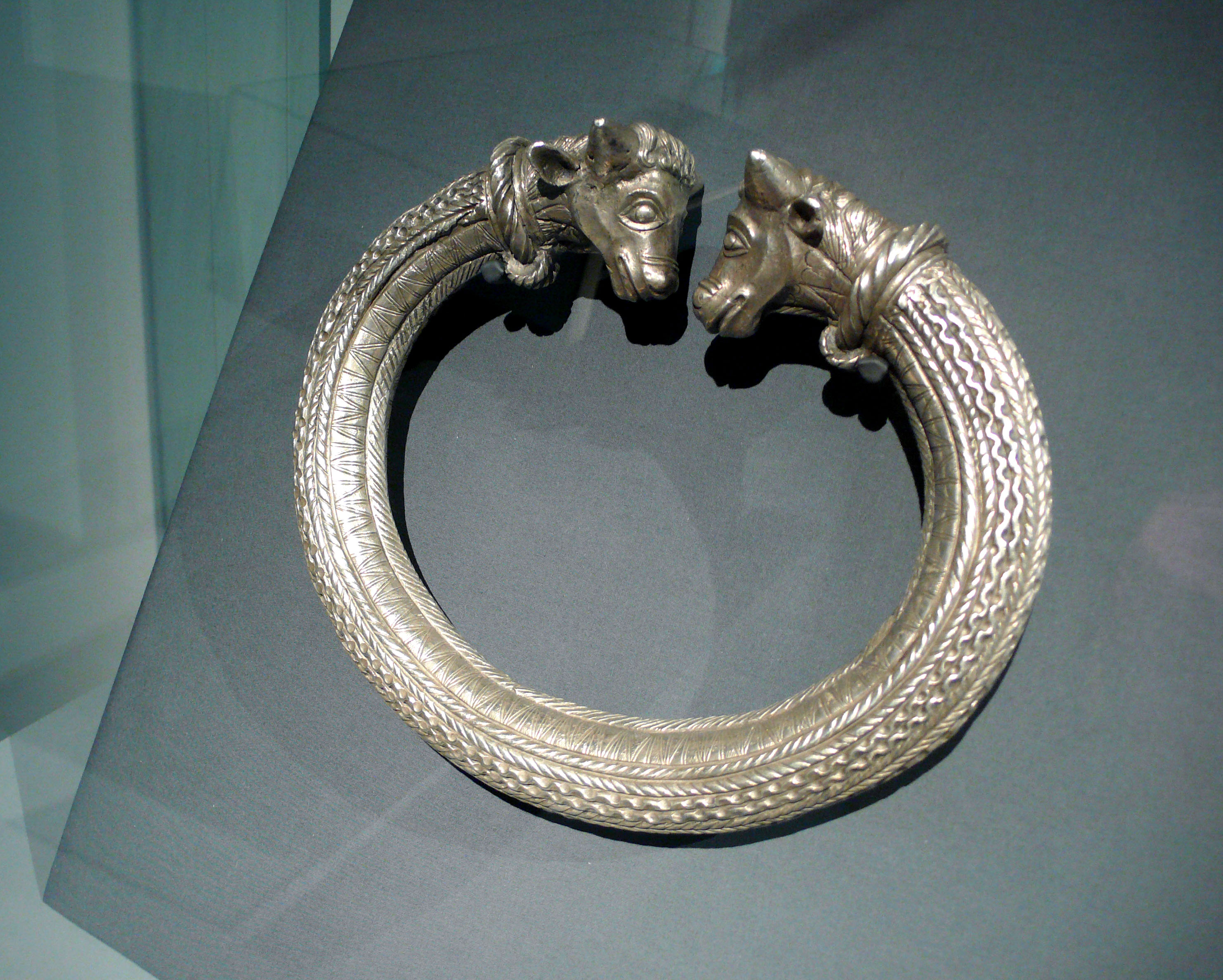
Торквес

- Торквес

### Ф
- Фермуар — крупная застежка на каком-либо украшении (ожерелье, браслете), которая может расцениваться как самостоятельное украшение
- Фероньерка
- Фибула
- Франж — украшение, которое состоит из множества тарированных подвесов и может использоваться как колье или тиара.
- Фрейлинский шифр

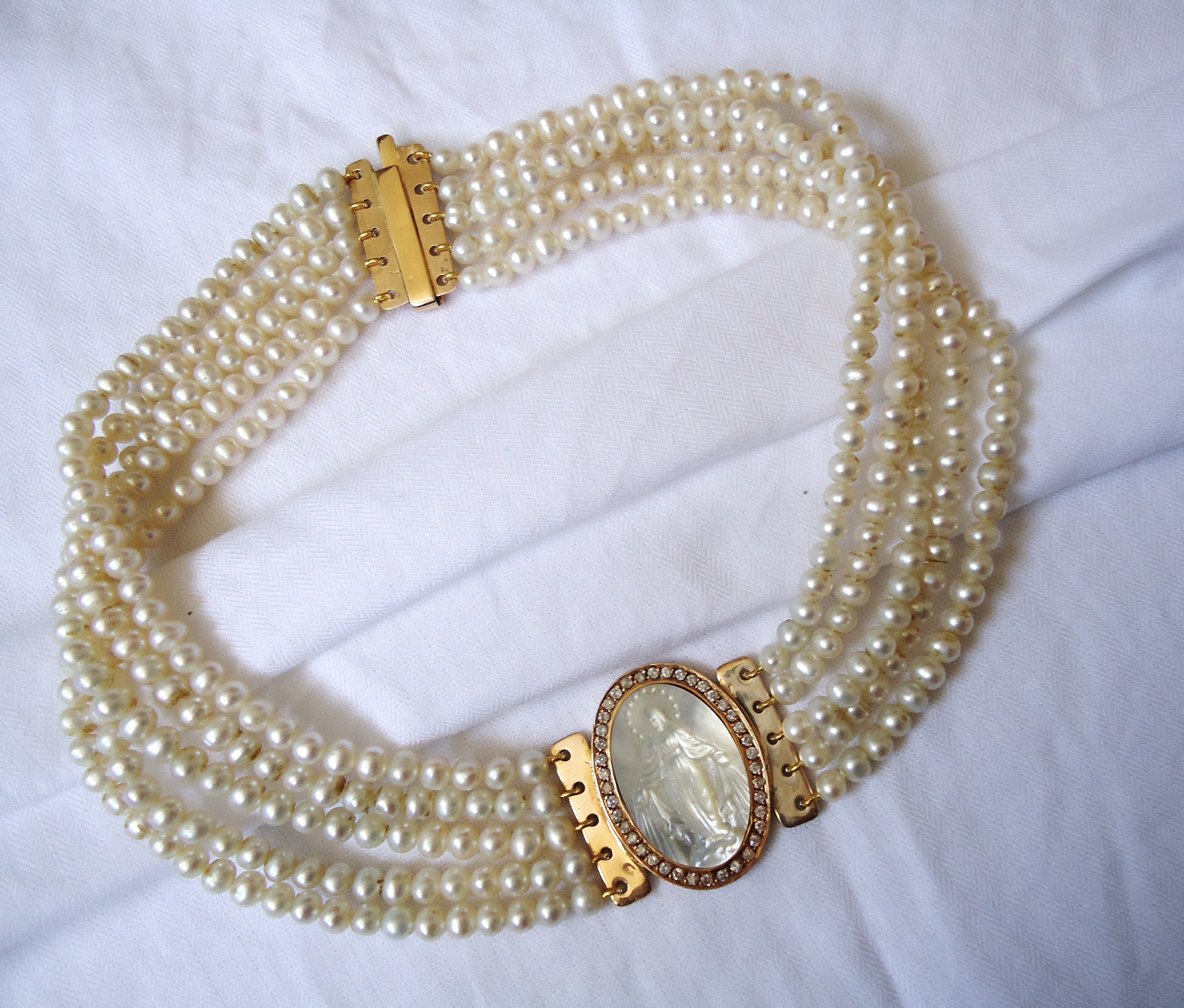
Фермуар
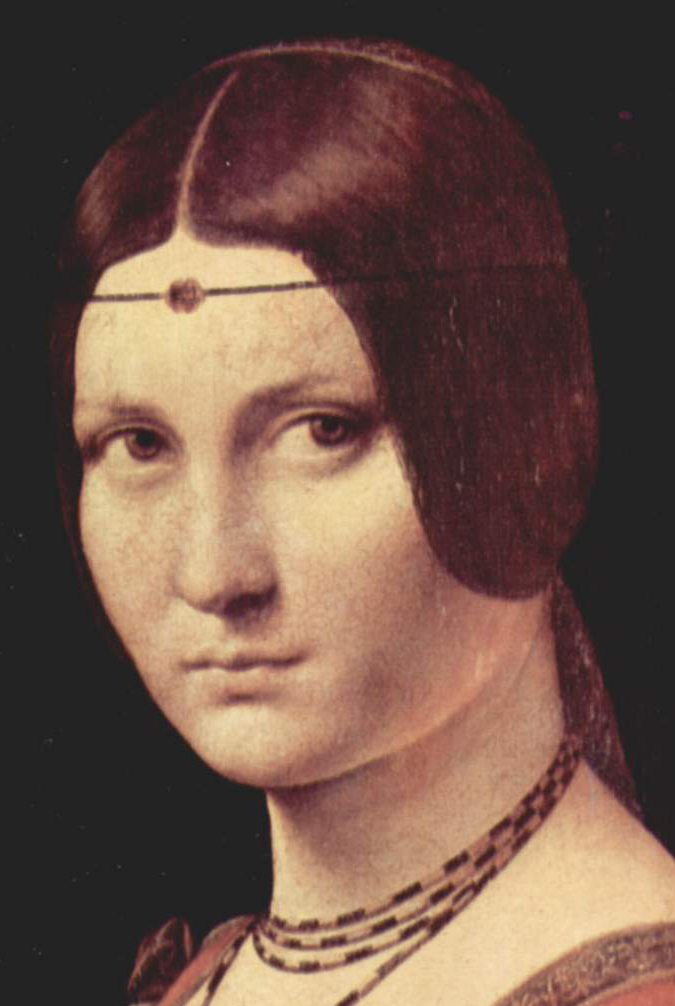
Фероньерка
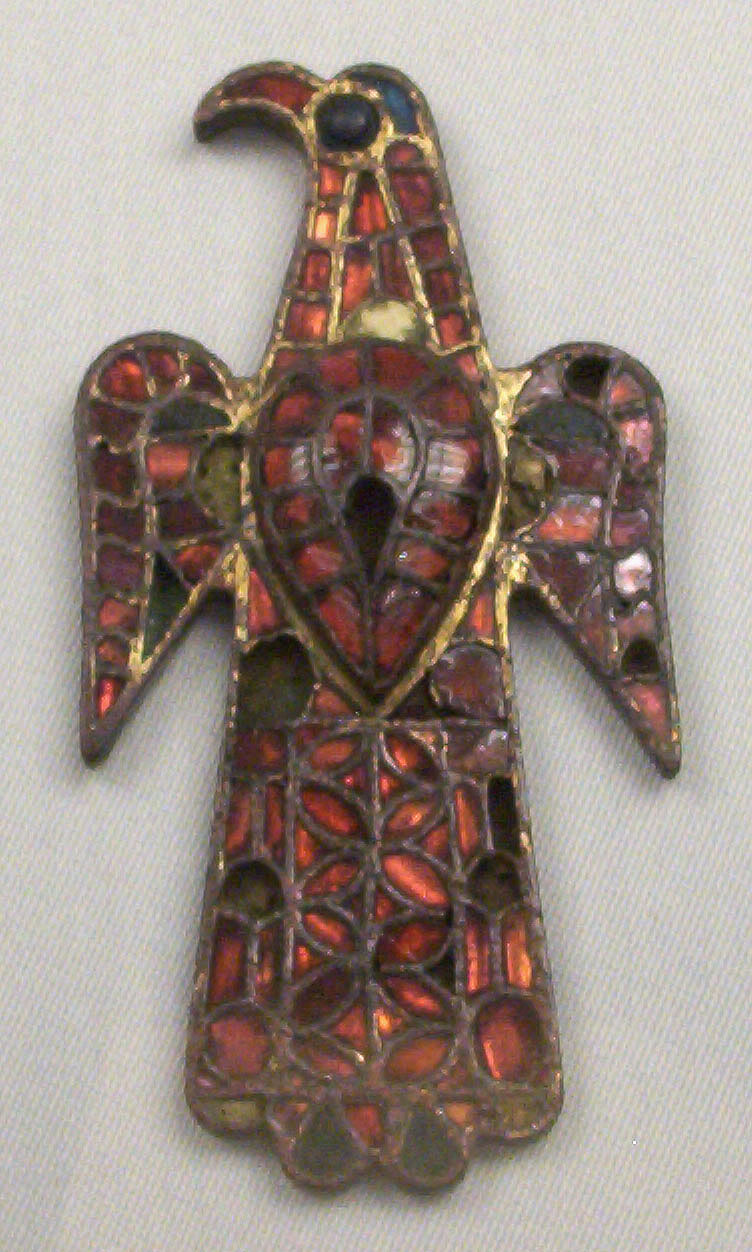
Фибула

### Ц
- Цепь

- Цитернадель

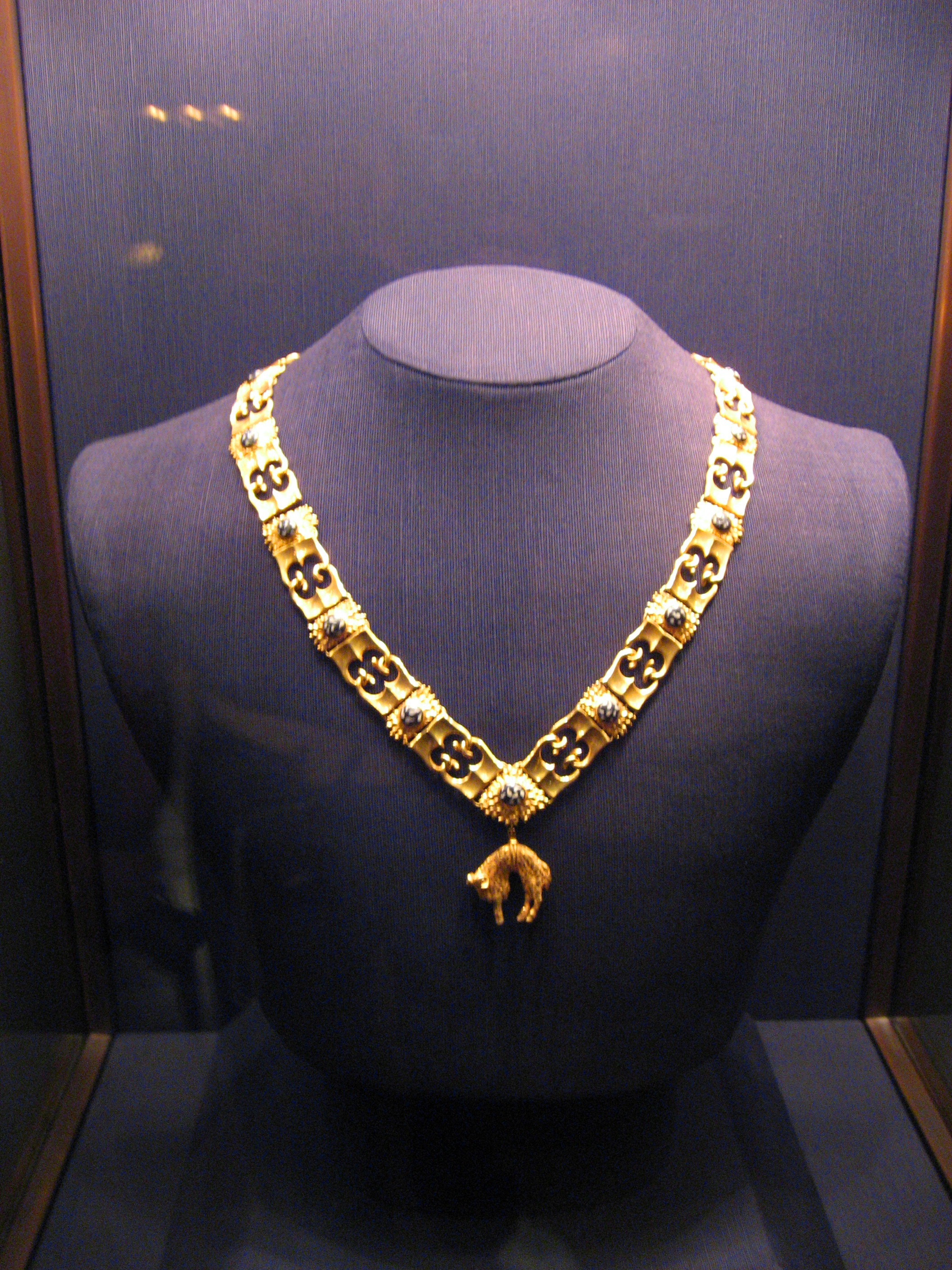
Орденская цепь с орденом

### Ч

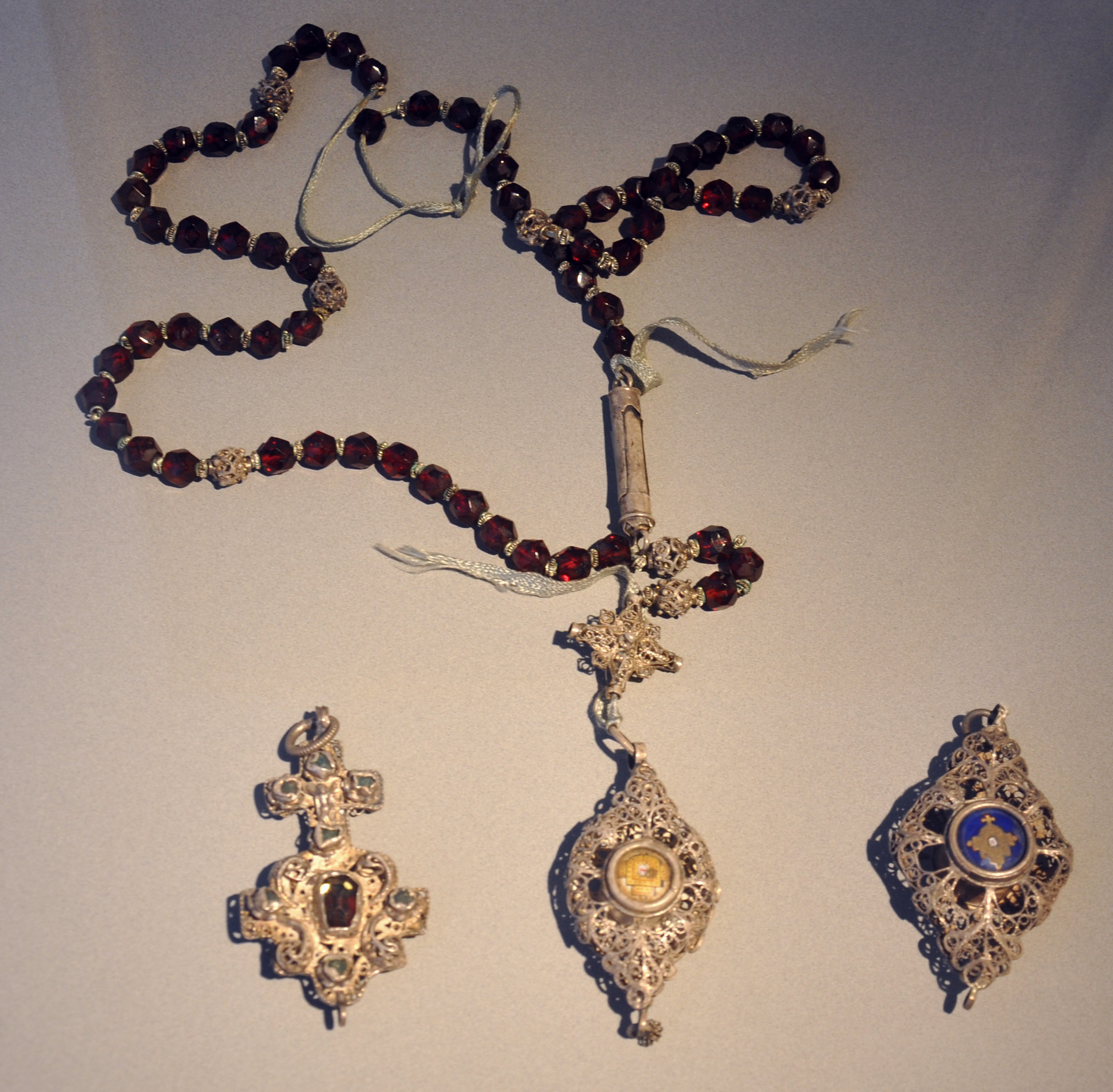
Четки
- Чокер

- Четки

### Ш

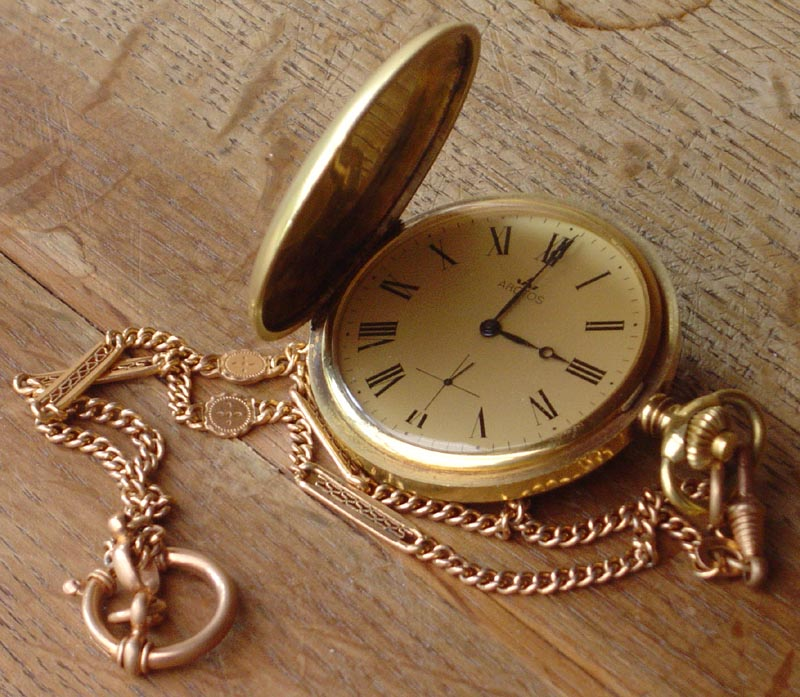
Шатленка
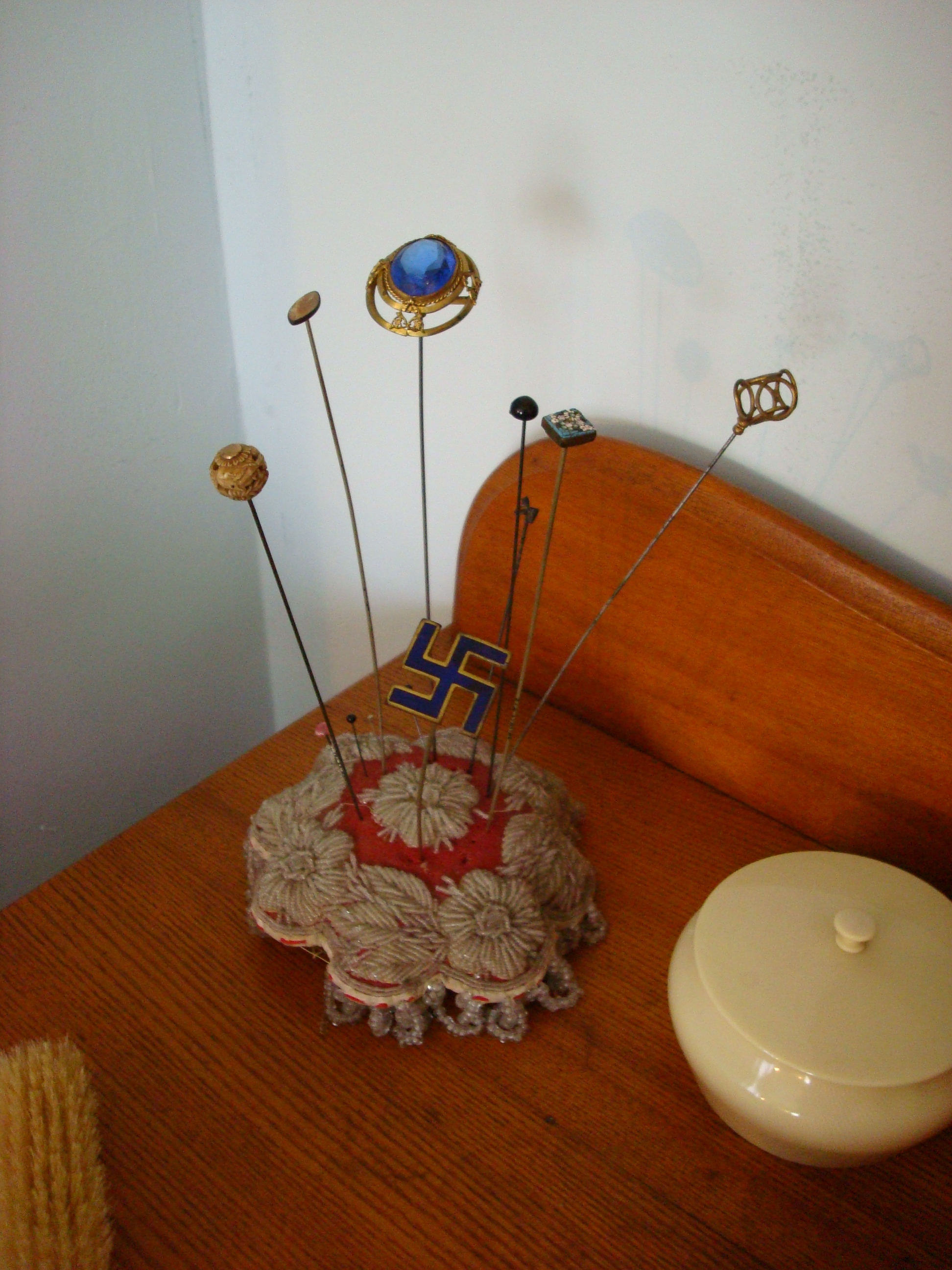
Шляпные булавки

- Шляпная булавка
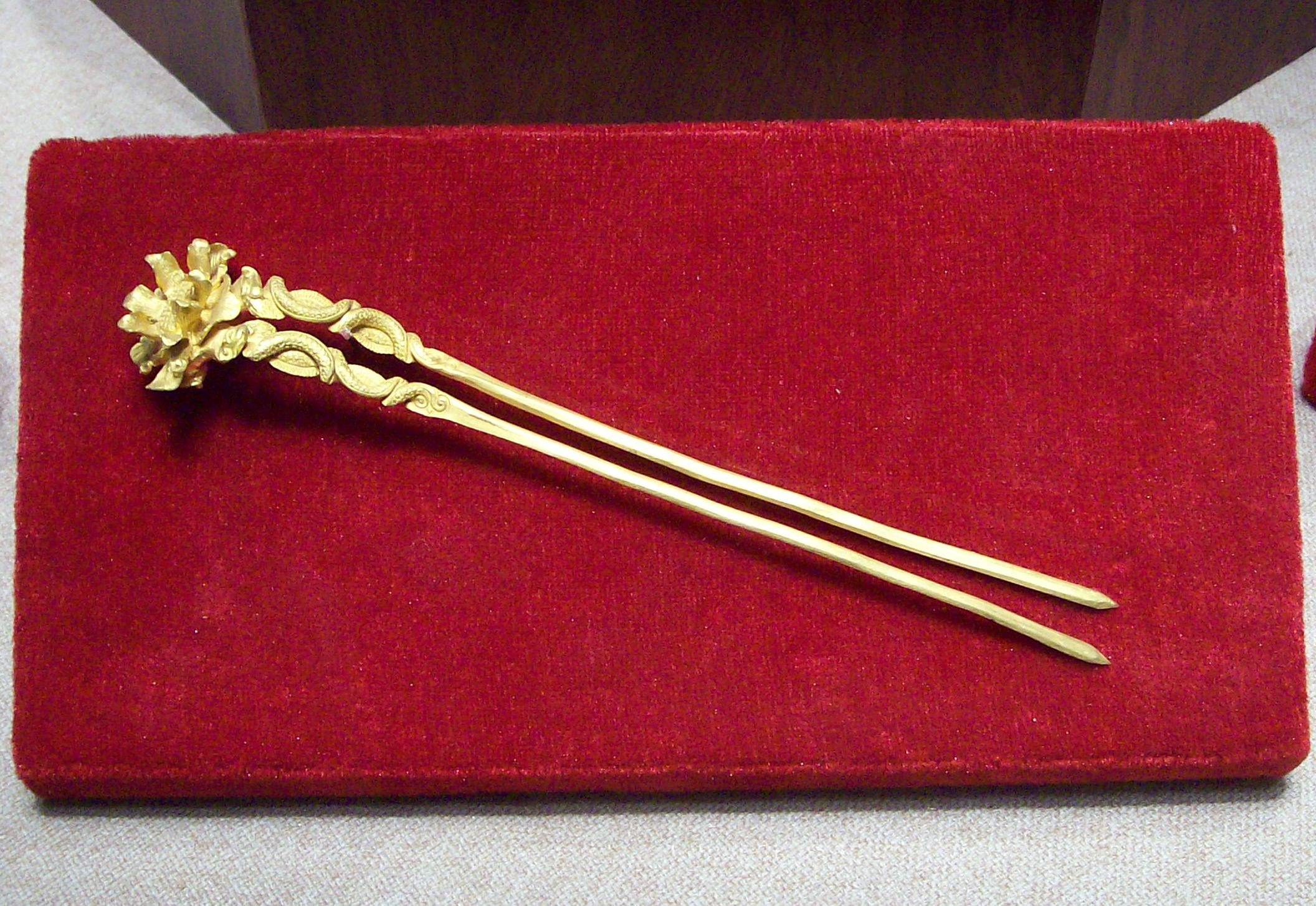
Шпилька
- Шумящие подвески (Др. Русь)

- Шатленка
- Шляпные булавки
- Шпилька

### Э
- Эгрет
- Эспри

### Аксессуары
Аксессуары (носильные вещи), которые украшались драгоценными камнями и металлами:
- Аксельбант
- Веер
- Вышитый бисером кошелек
- Зажим для денег
- Зонт
- Карне (блокнот) — дамская записная книжка для бала
- Лорнет
- Монокль
- Курительный мундштук
- Ордена
- Оружие
- Печать, печатка
- Портретная миниатюра (рамки)
  - Жалованный портрет
- Портсигар
- Табакерка
- Трость
- Курительная трубка
- Часы
- Футляр для зубочисток
- Шпоры
- Эполет — наплечный знак различия воинского звания на военной форме

#### Текстиль
Элементы одежды, которые изготавливались с использованием золота и серебра.
- Аграмант — украшение, плетение из шнура
- Гас — золотая тесьма
- Галун
- Кружева
- Темляк — кисть для эфеса

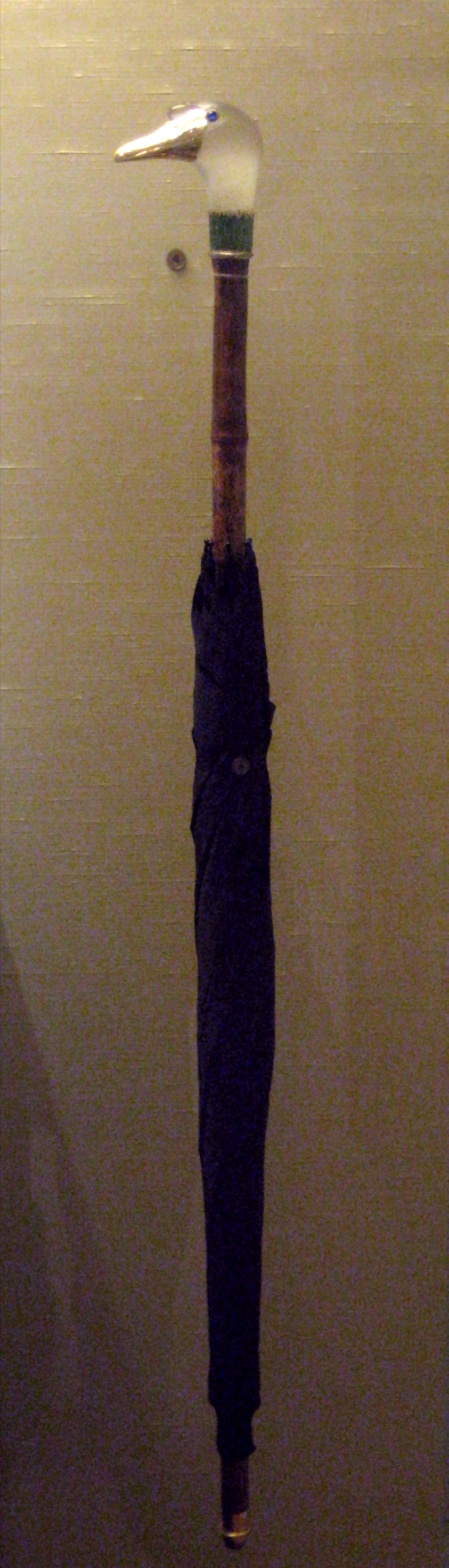
Зонт
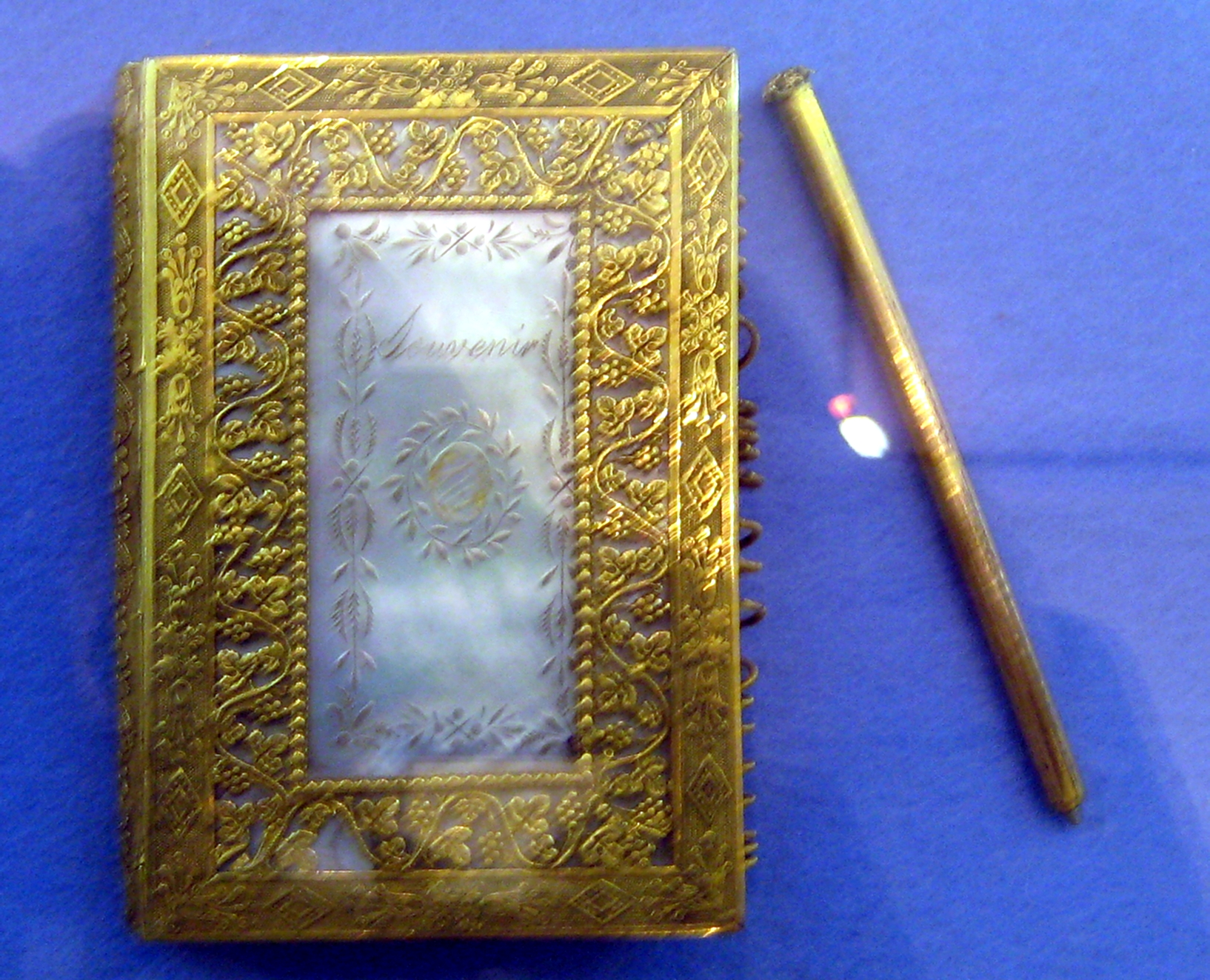
Карне
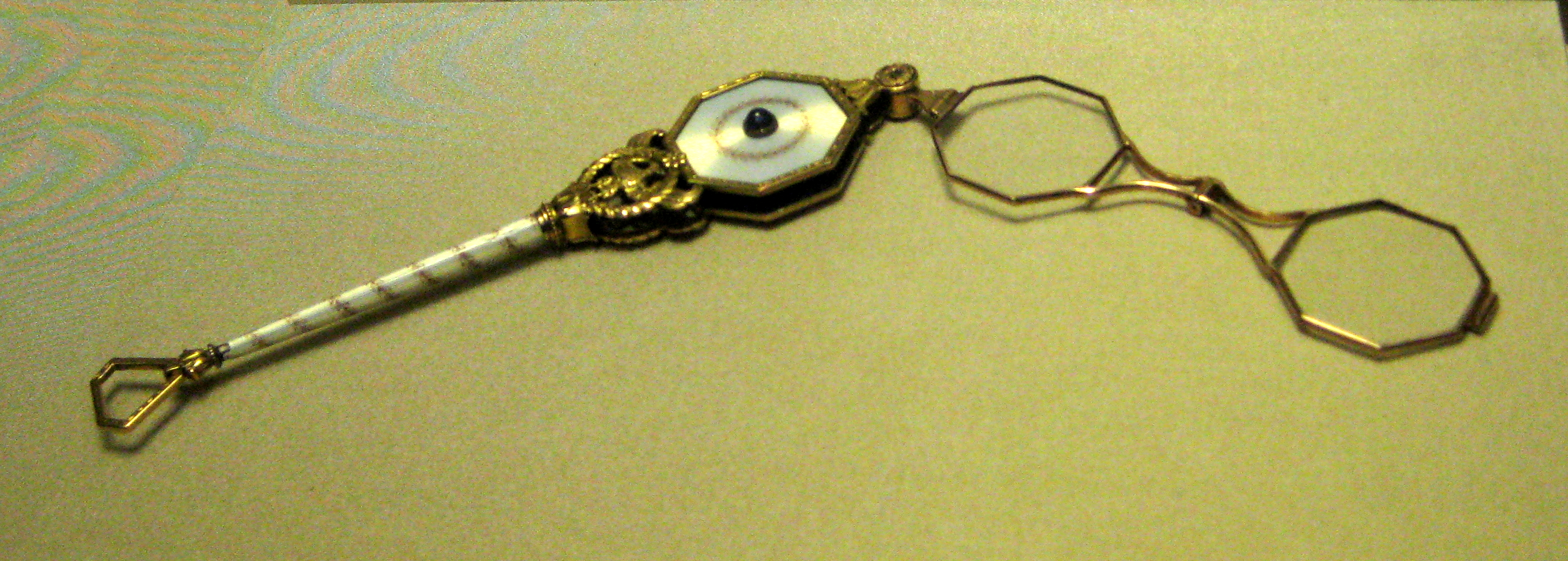
Лорнет
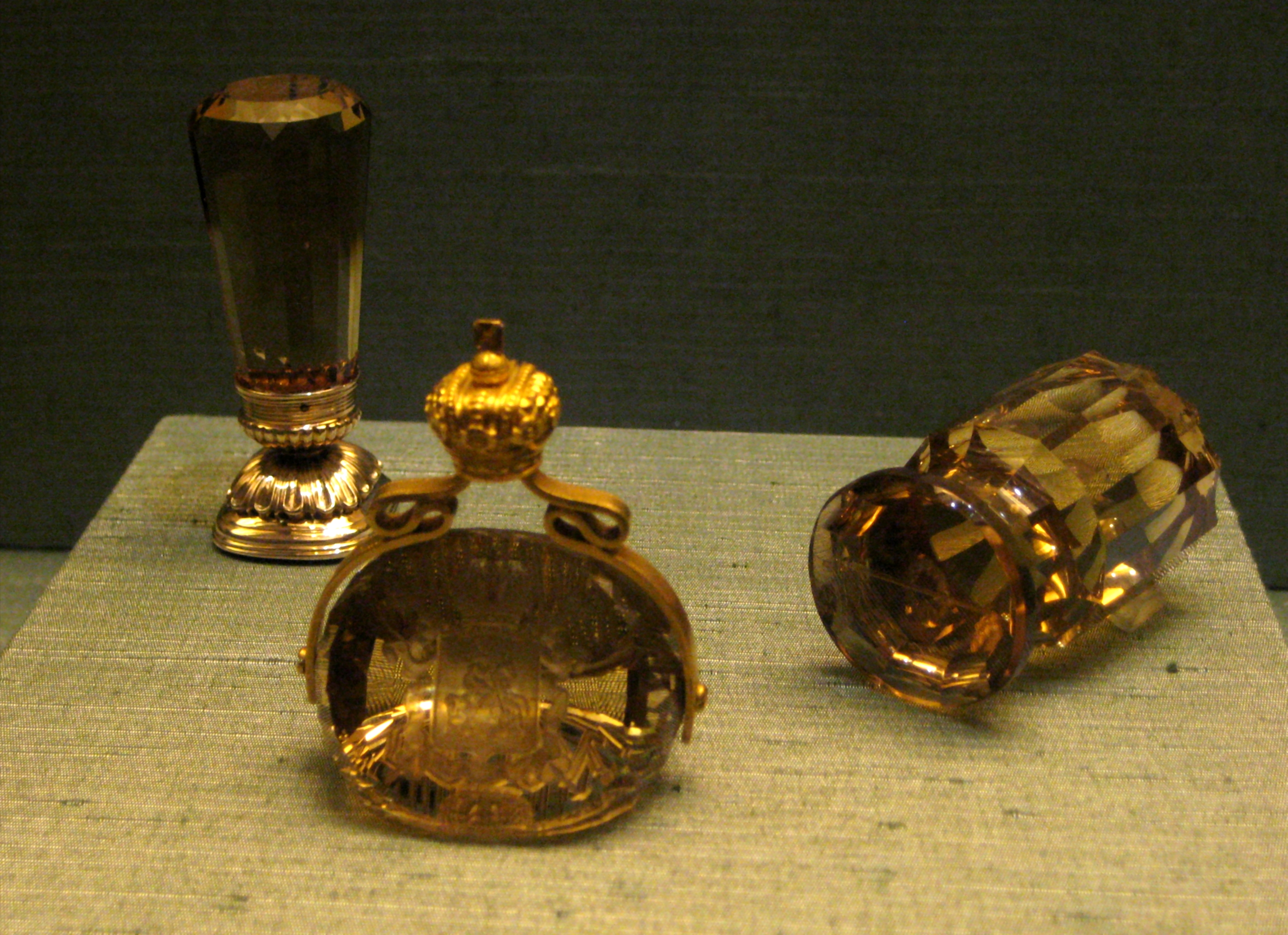
Печатки
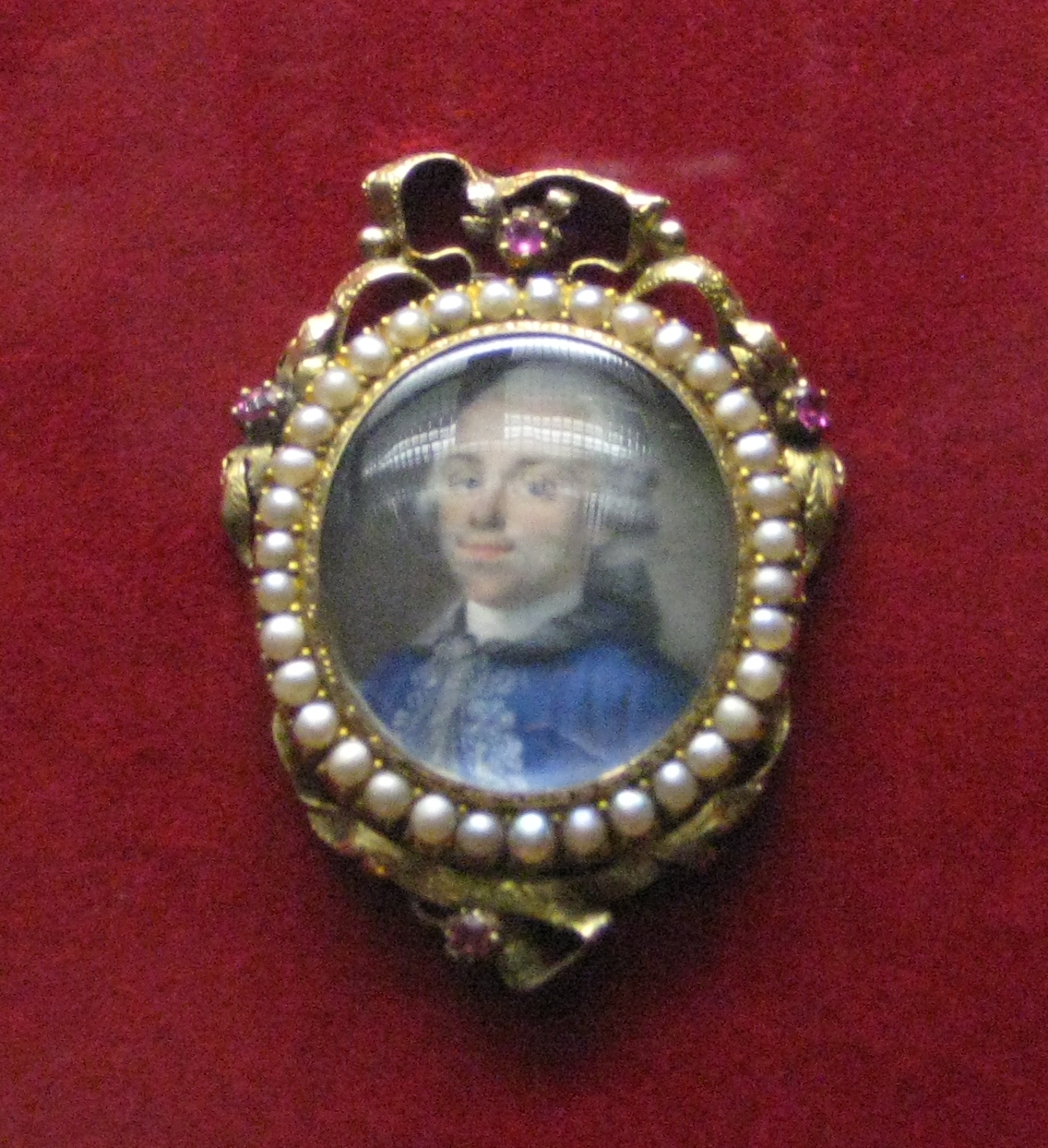
Портретная миниатюра
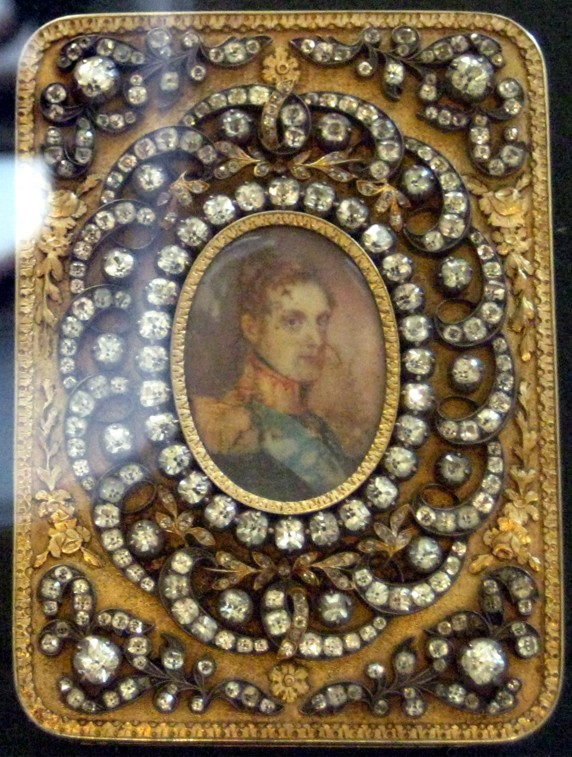
Табакерка
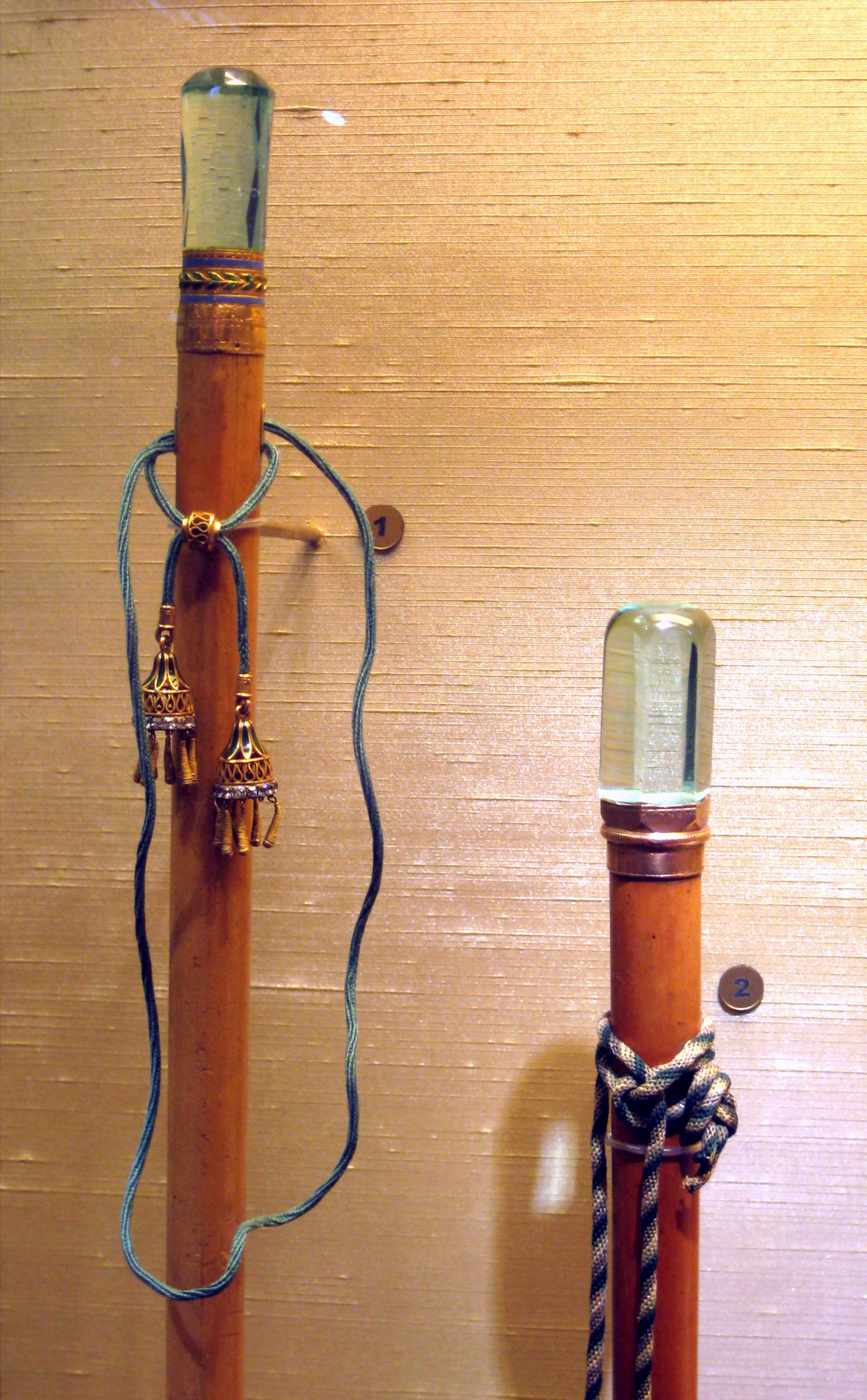
Трость
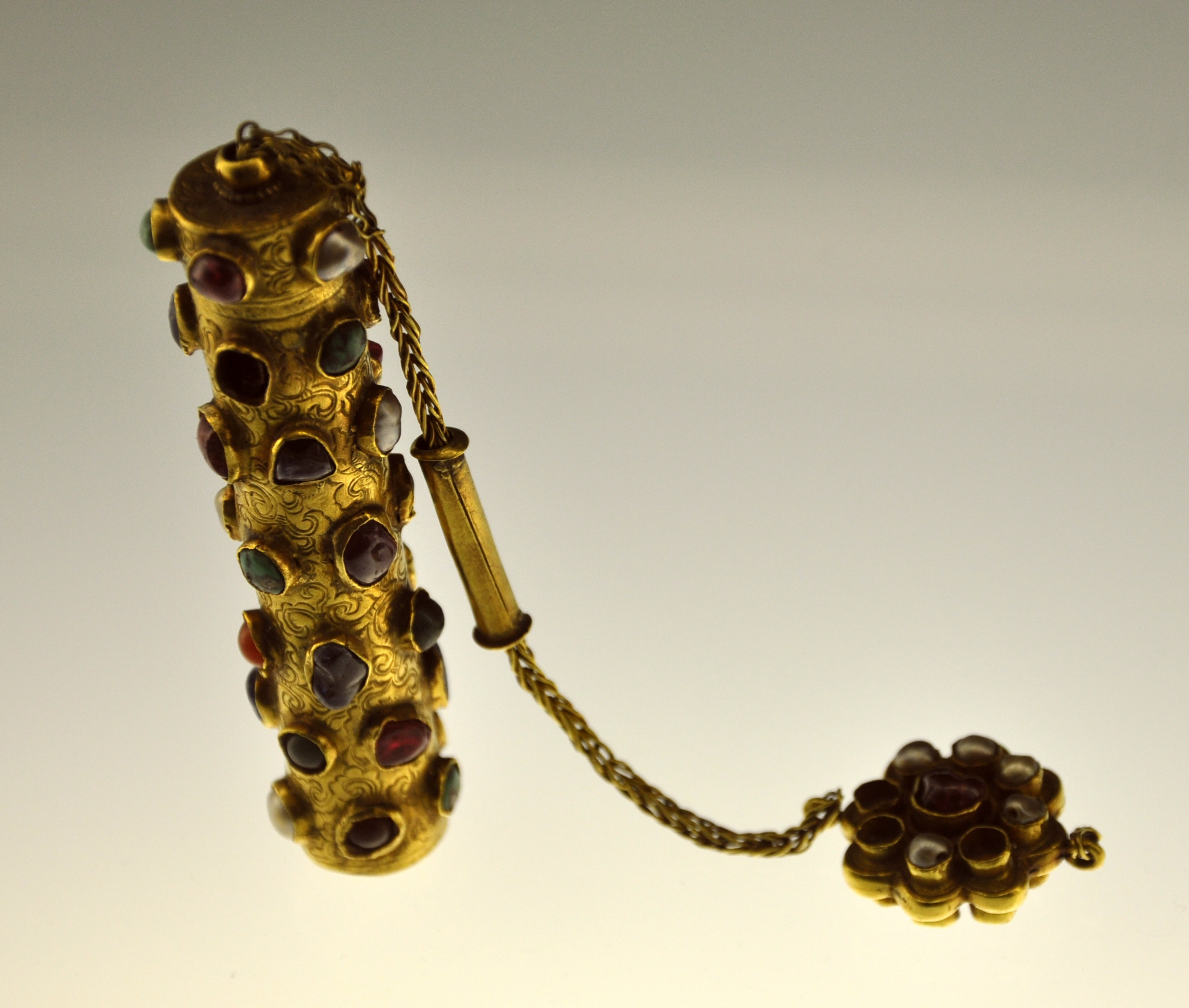
Футляр для зубочисток